# Chao Phraya
Pour les articles homonymes, voir Chao.
Le Chao Phraya (thaï : แม่น้ำเจ้าพระยา), ou Maenam Chao Phraya, est le plus important fleuve de Thaïlande après le Mékong et la Salouen. C'est aussi le seul des trois à couler entièrement dans le pays, dont il constitue encore aujourd'hui l'axe majeur de transport et de commerce. Il se forme au confluent des rivières Ping et Nan et s'écoule vers le sud pendant 372 km, avant de se jeter dans le golfe de Thaïlande. La vallée du Chao Phraya est une grande région productrice de riz.

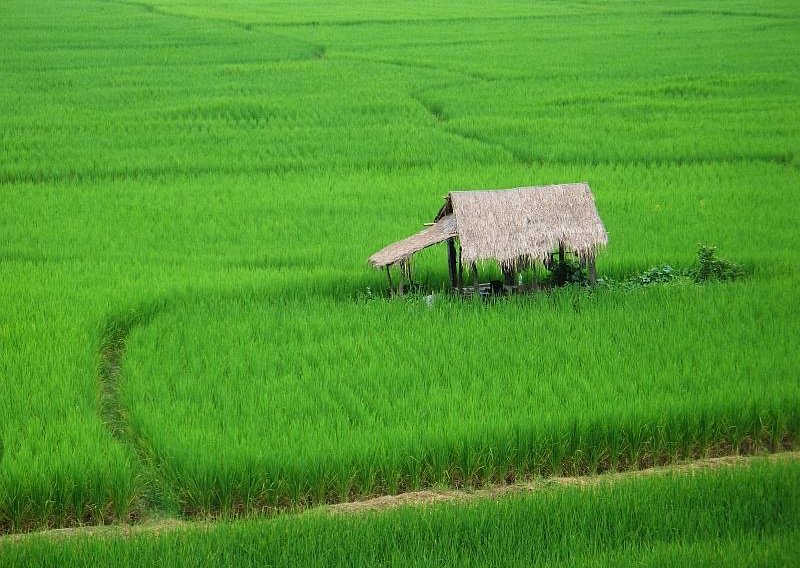
Rizière dans la vallée de la Nan

Le mot Maenam signifie « rivière » en thaï : ce mot est formé de deux éléments : mae (thaï : แม่) signifiant « mère » et nam  (thaï: น้ำ)« eau ». Chao Phraya est le titre de noblesse thaïlandais le plus élevé.
Non loin de son embouchure, le Chao Phraya traverse Bangkok, où avaient lieu de fameux marchés flottants que l'on ne trouve plus guère qu'en dehors de la ville comme à Damnoen Saduak (80 km à l'ouest de Bangkok).

## Géographie
Le Chao Phraya naît au confluent des rivières Ping et Nan à Nakhon Sawan (Pak Nam Pho), dans la province de Nakhon Sawan. 

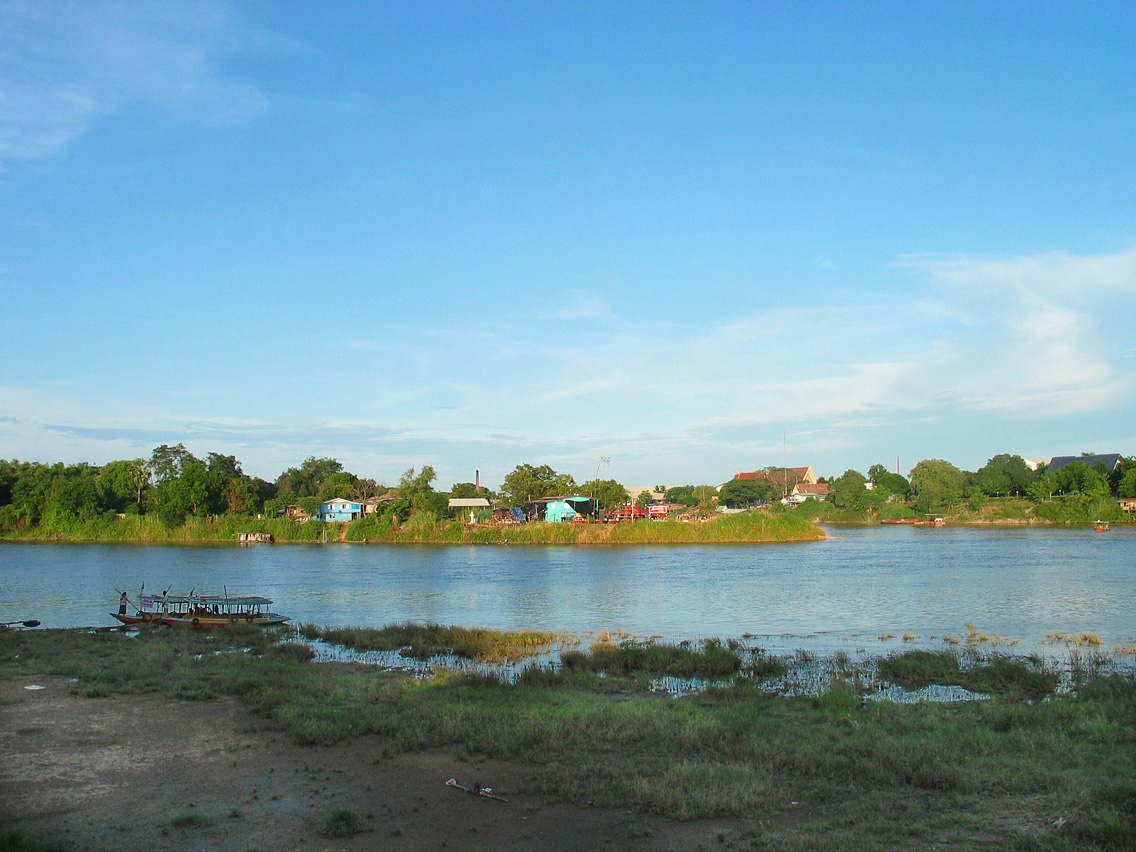
Naissance du Chao Phraya au confluent des rivières Ping et Nan

Il coule vers le sud sur 372 km, depuis la plaine centrale jusqu'à Bangkok et au golfe de Thaïlande. 
Il se divise assez vite : dès la province de Chainat, il forme un bras séparé, la Tha Chin, qui coule parallèlement au bras principal et se jette dans le golfe de Thaïlande à Samut Sakhon, à environ 35 km à l'ouest de Bangkok. 
Dans la plaine alluviale qui commence sous le barrage de Chainat, de nombreux petits canaux, les khlong, partent du Chao Phraya pour irriguer les rizières.

### Villes
Les villes situées le long du fleuve sont, de l'aval vers l'amont, du sud au nord, Samut Prakan à l'embouchure, Bangkok, Nonthaburi, Pathum Thani, Ayutthaya, Ang Thong, Singburi, Chainat, Uthai Thani et Nakhon Sawan. La plupart sont grandes et certaines ont joué un rôle historique majeur.

Le fleuve Chao Phraya, Bangkok

### Ponts importants

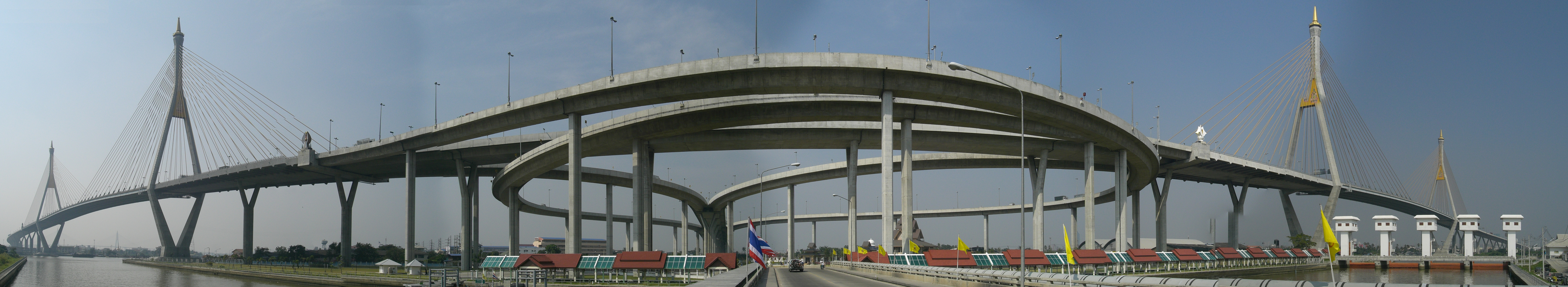
Mega Bridge (pont Bhumibol)

- Pont Rama III
- Pont Rama IV
- Pont Rama V

- Pont Rama VI, pont rail-route
- Pont Rama VII

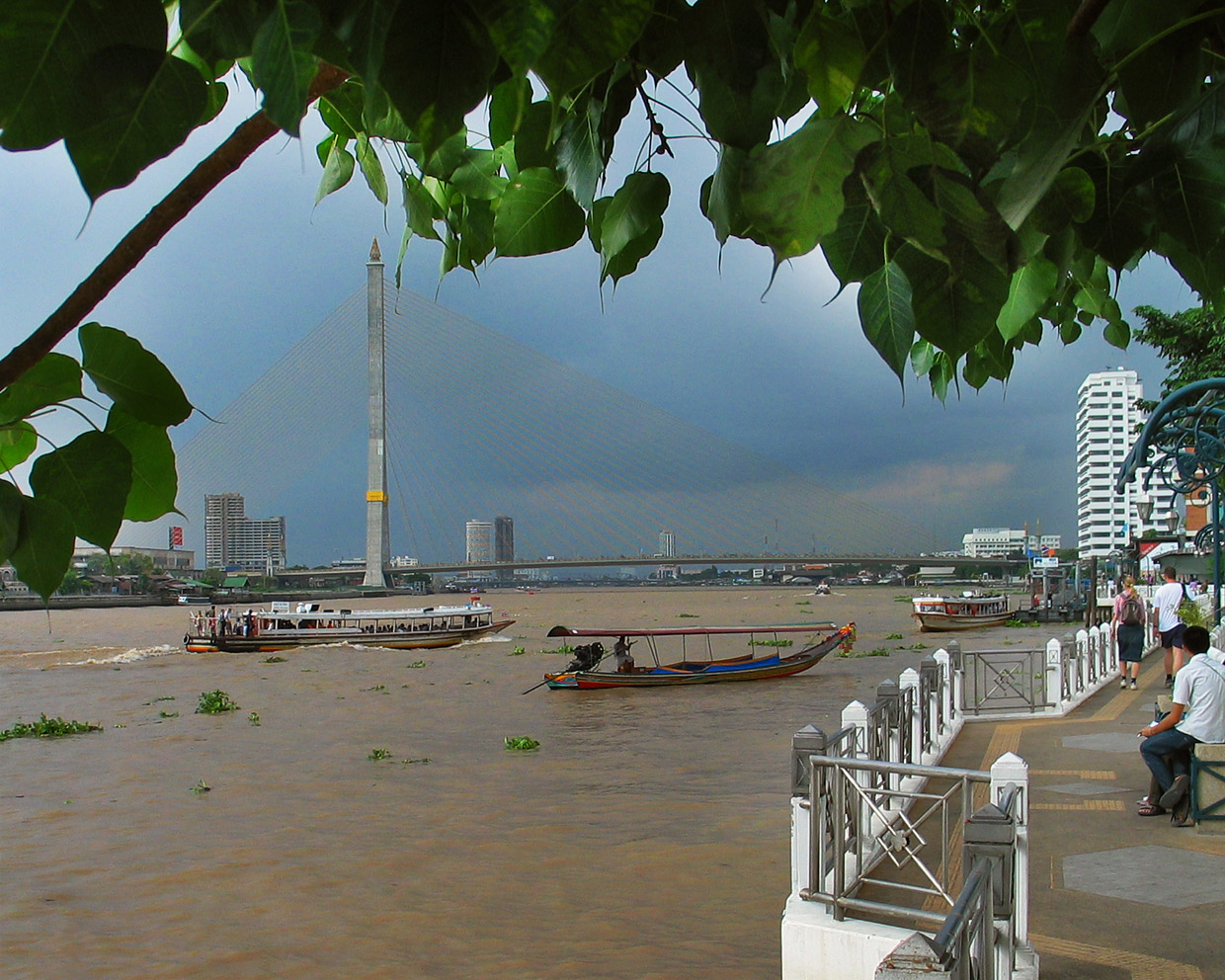
Le pont Rama VIII à Bangkok.

- Pont Rama VIII, un pont à haubans asymétrique à un seul pilier
- Pont Rama IX, pont à haubans semi-symétrique
- Pont Kanchaphisek
- Pont Maha Chesadabodindranusorn
- Pont Phra Pin Klao, près du Palais royal
- Pont Phra Pok Klao
- Pont du Mémorial (pont Phra Phutthayotfa)
- Mega Bridge (pont Bhumibol), élément de l'Industrial Ring Road

Ponts du fleuve Chao Phraya
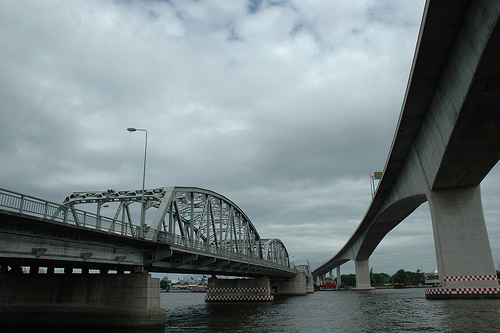
Krungthep (à gauche) et Rama III (à droite)
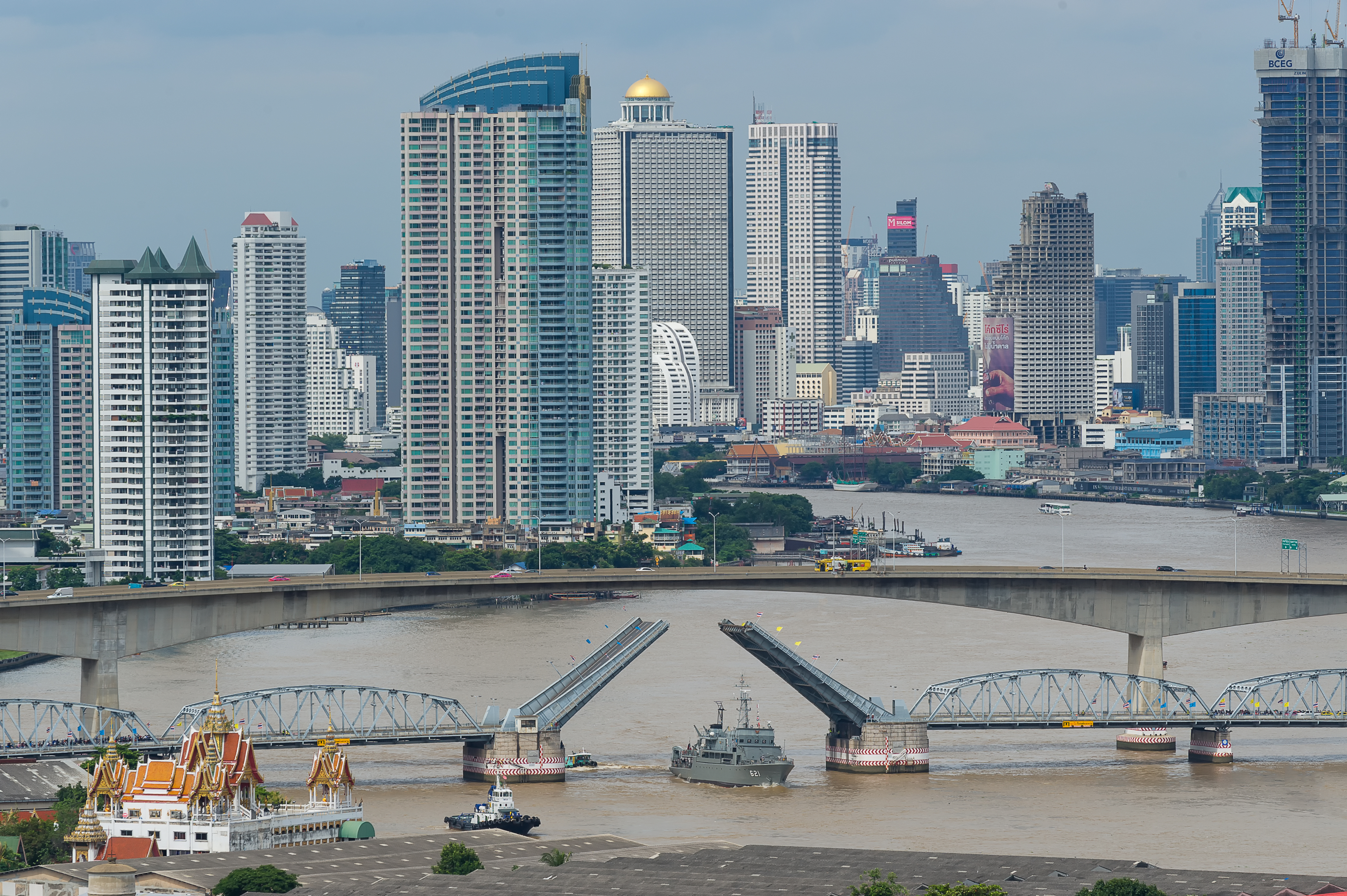
Krungthep et Rama III
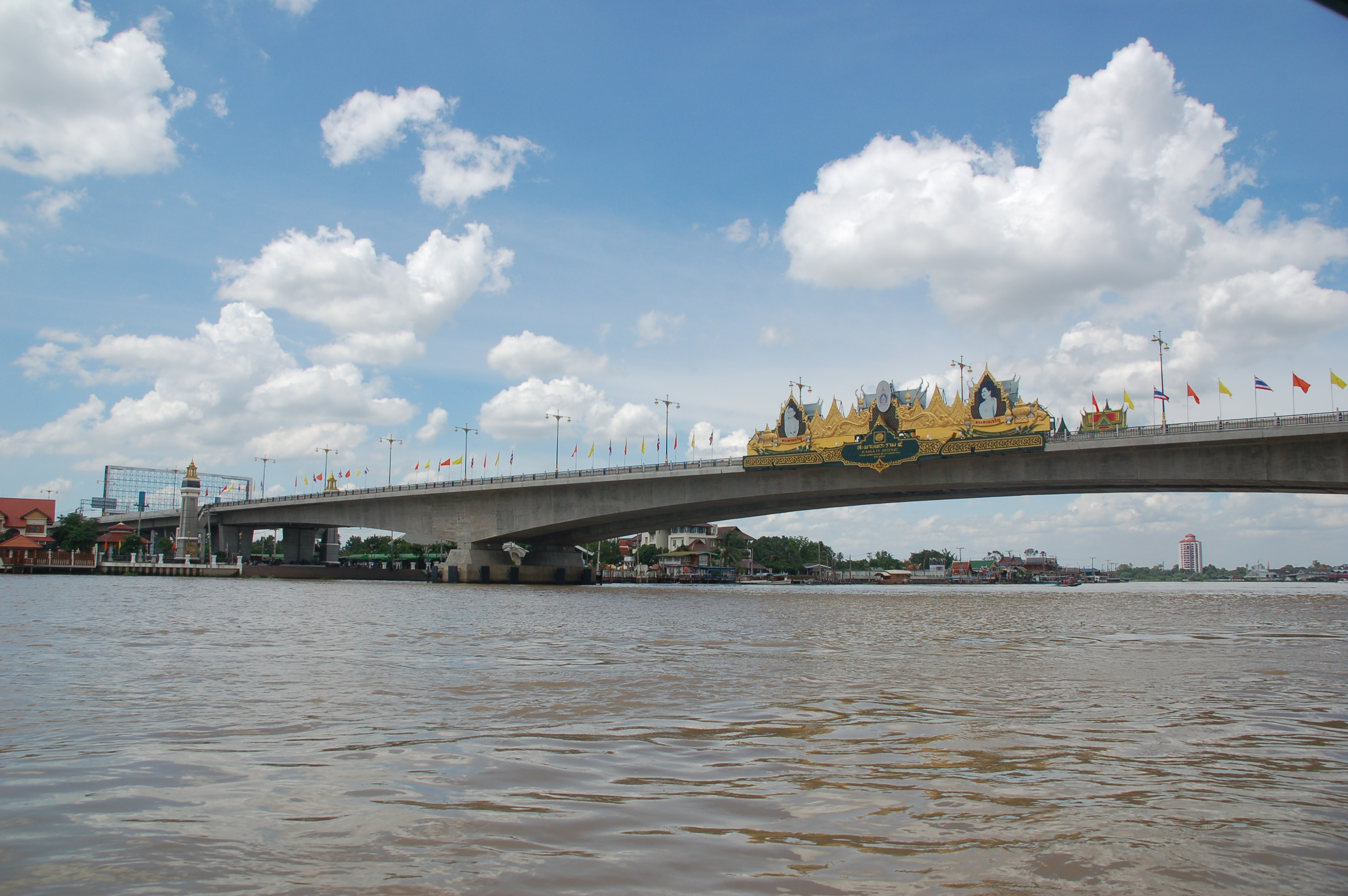
Rama IV
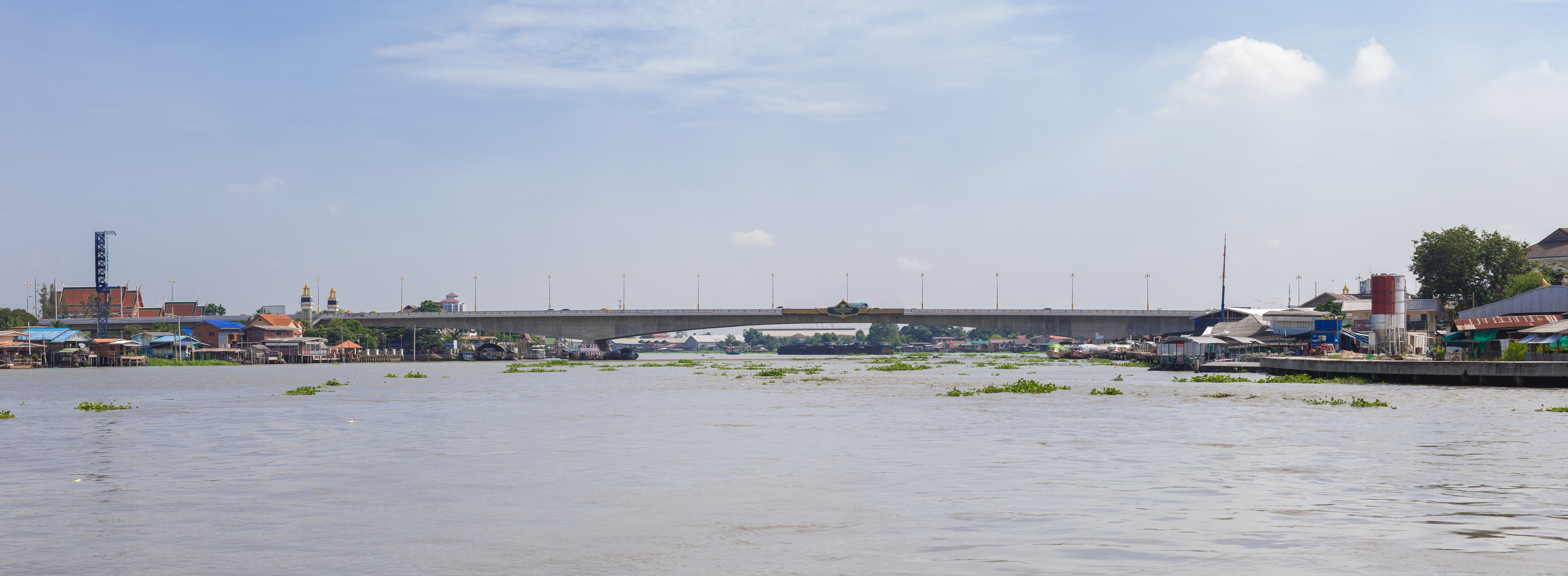
Rama V
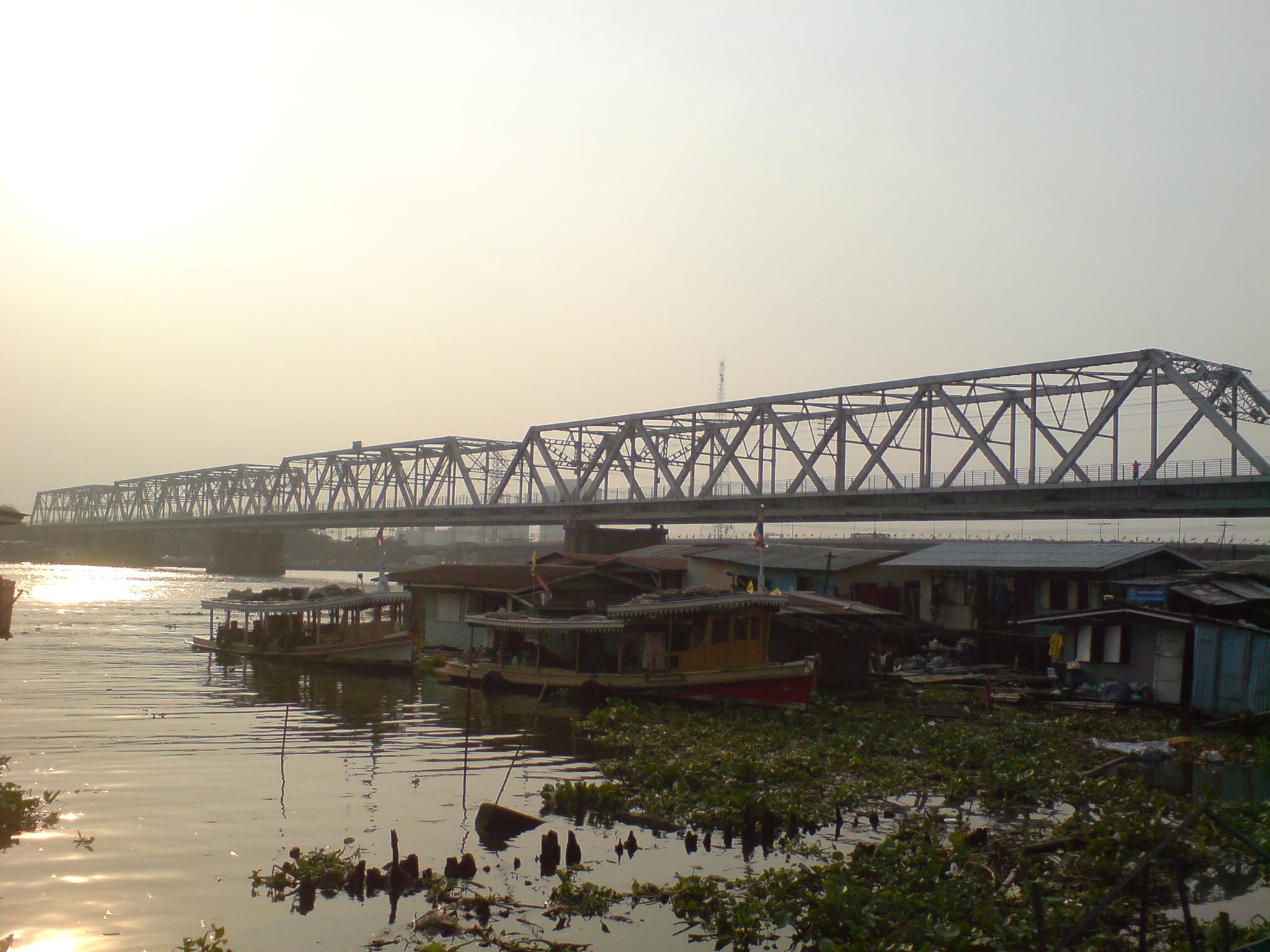
Rama VI
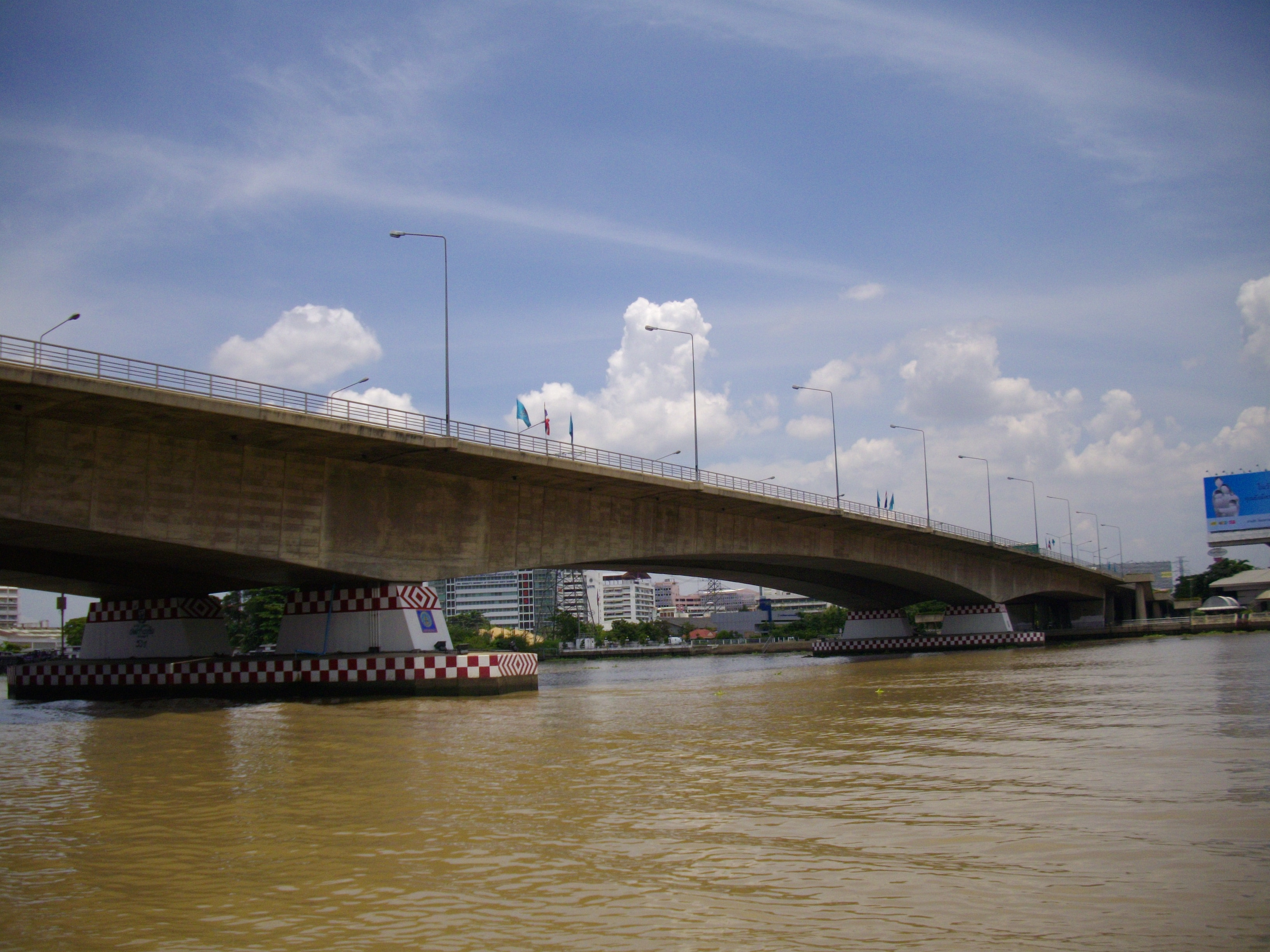
Rama VII
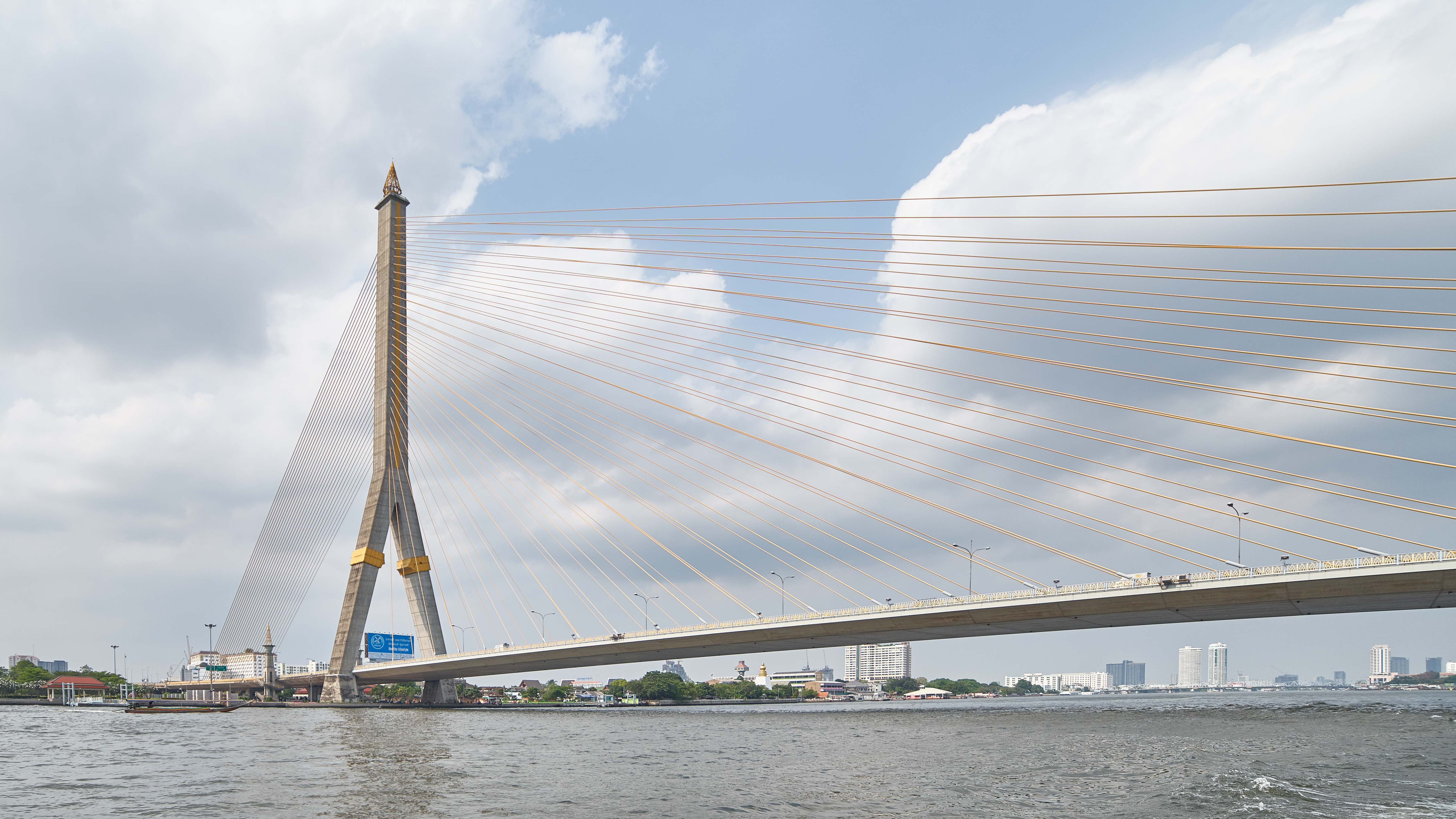
Rama VIII
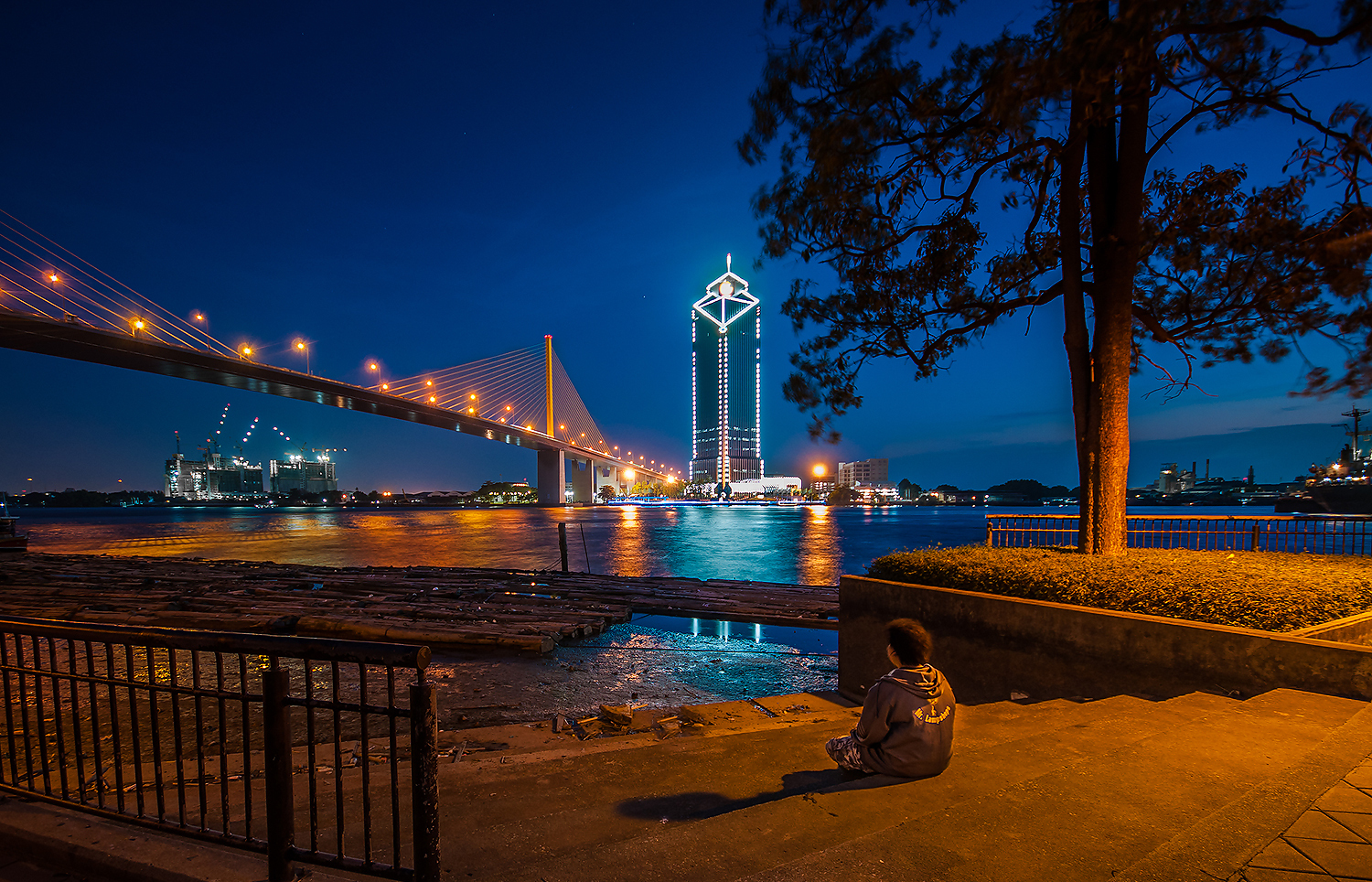
Rama IX
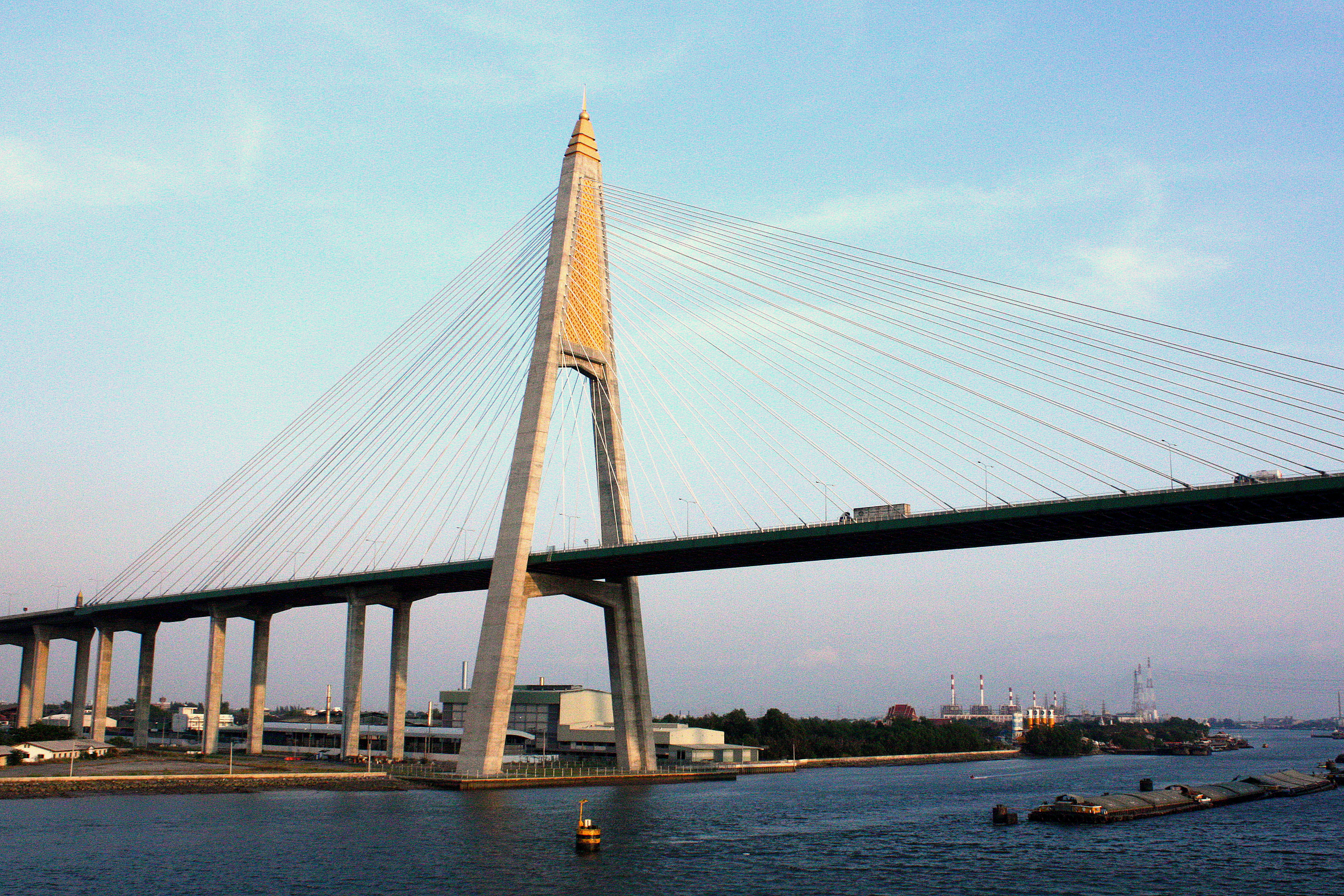
Kanchanaphisek
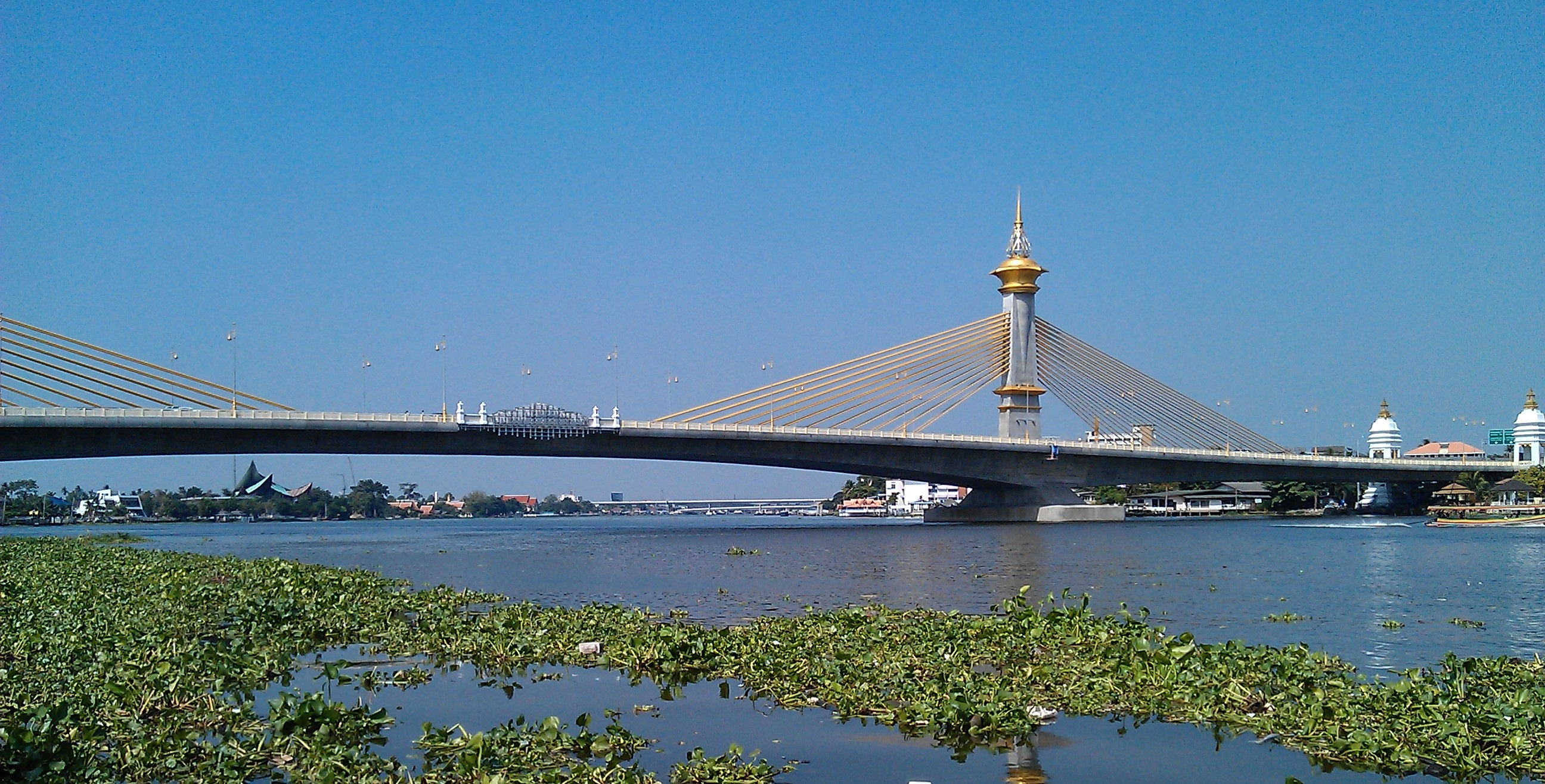
Maha Chesada-bodindranusorn
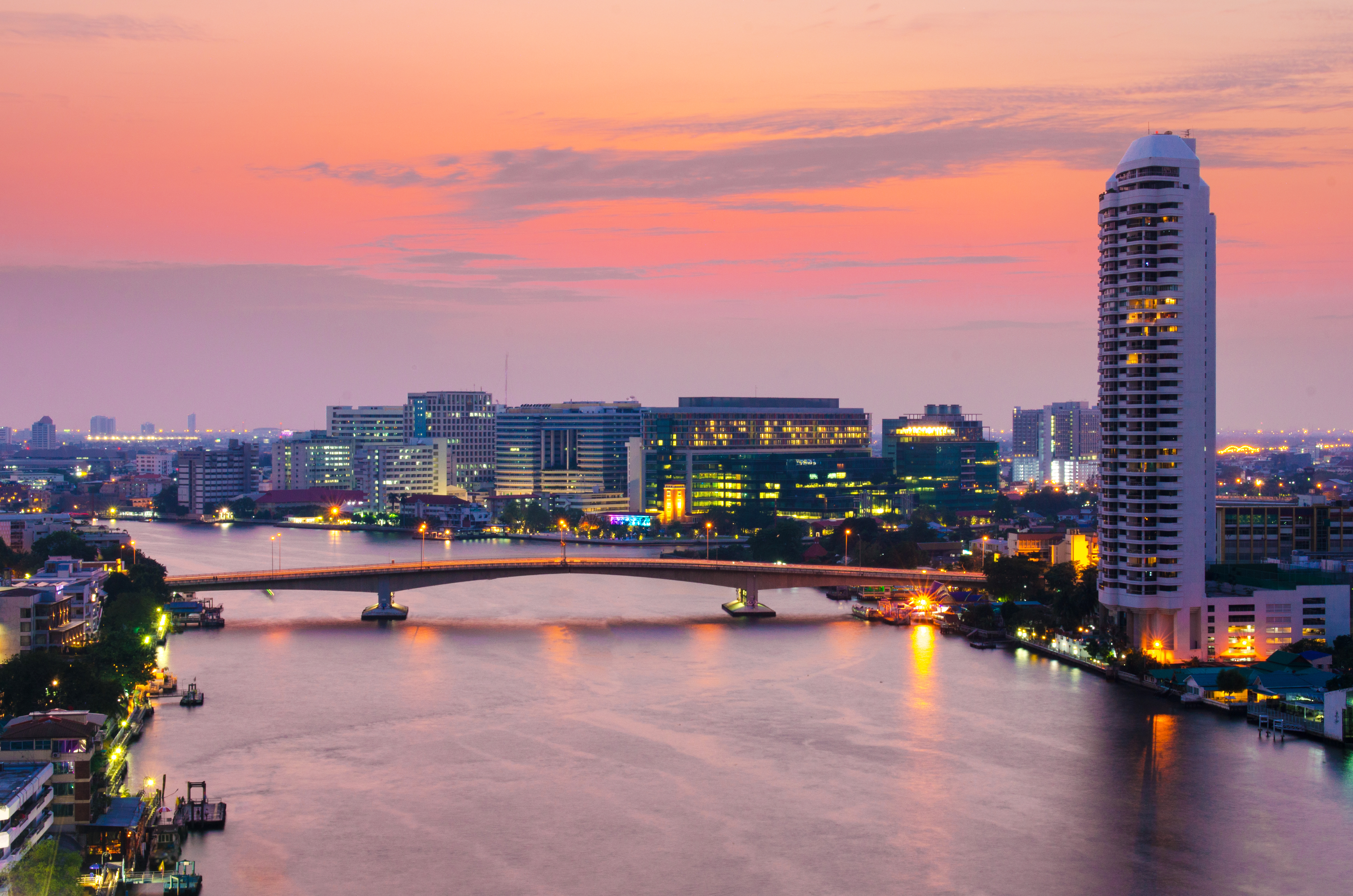
Phra Pin Klao
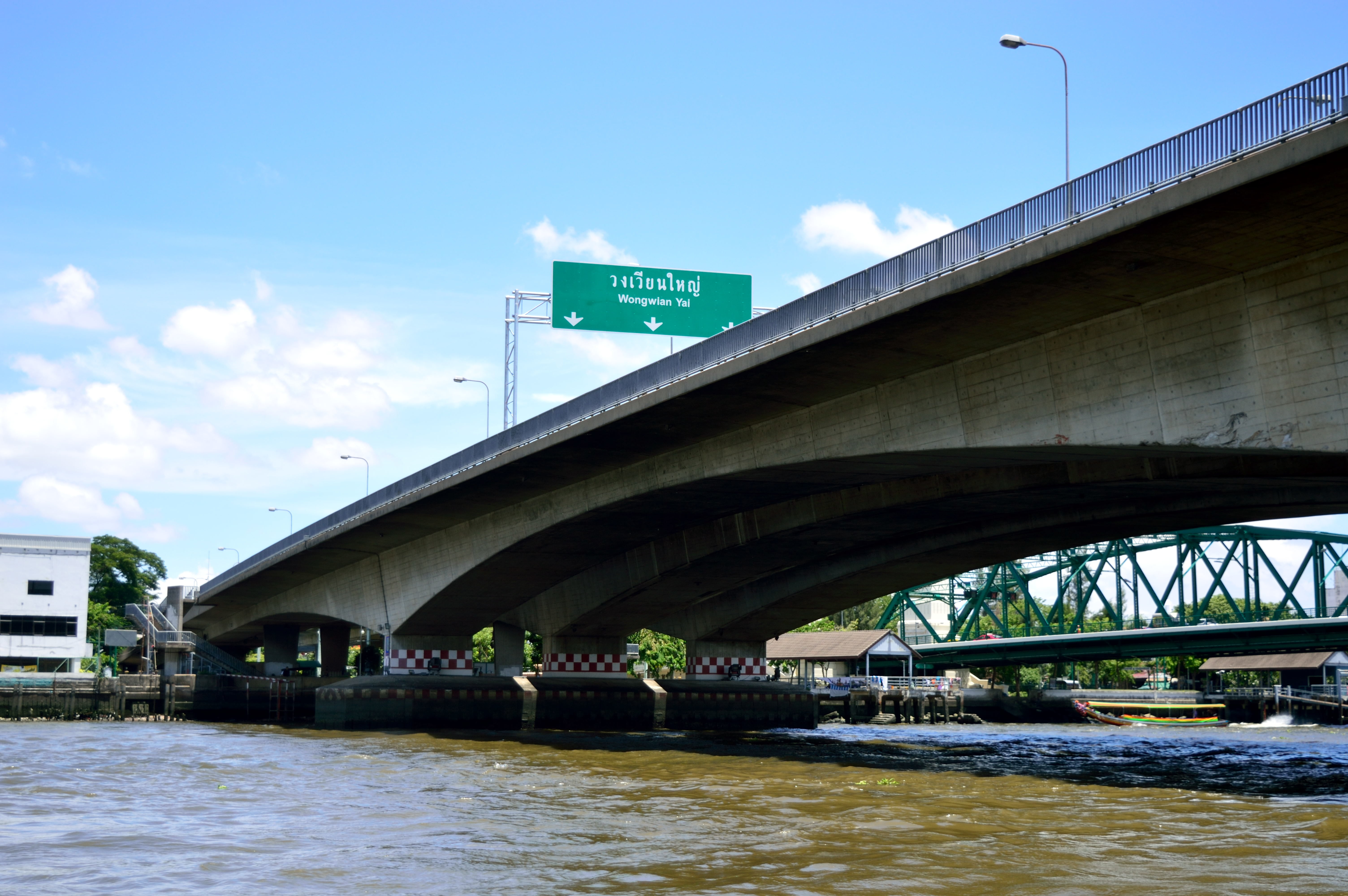
Phra Pok Klao
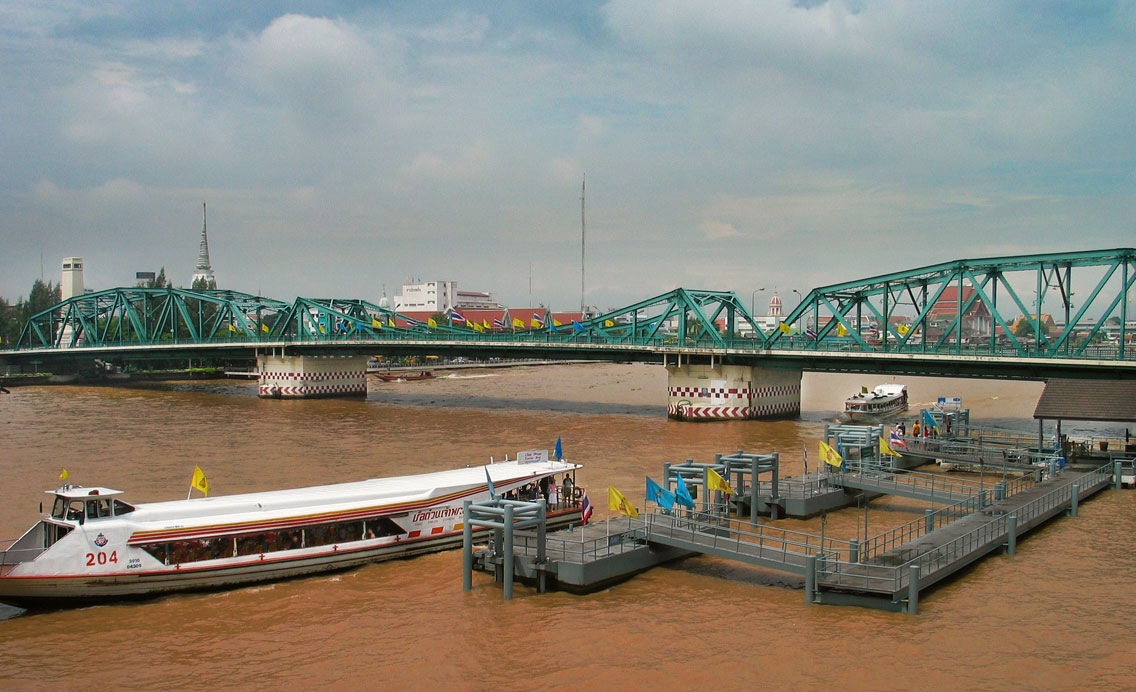
Pont du Mémorial
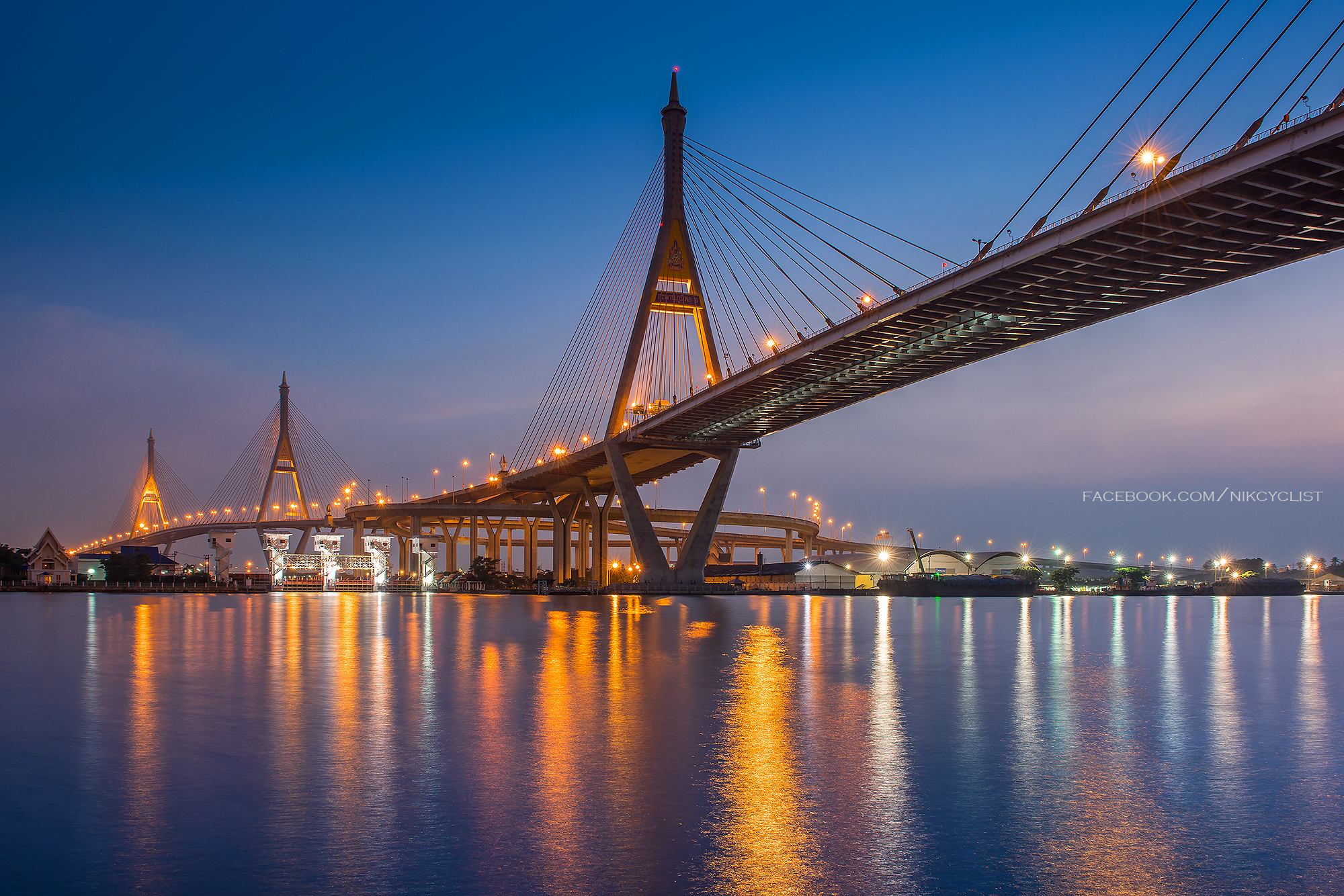
Bhumibol

## Transports
À Bangkok, le Chao Phraya est un axe de transport majeur pour tout un réseau de bateau-bus et les taxis d'eau appelés bateaux longue-queue (thai: เรือหางยาว, RTGS : rueahangyao).

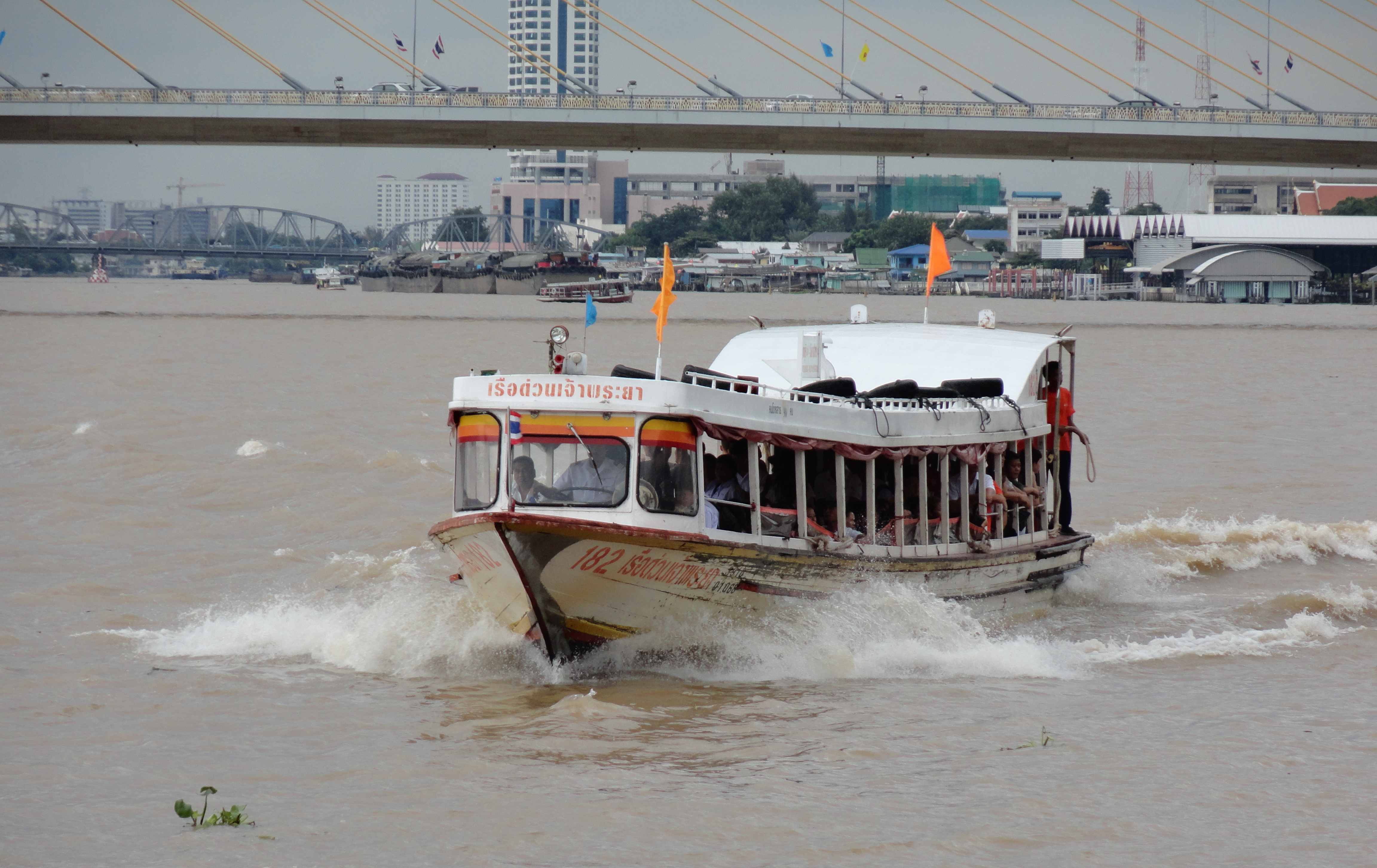
Bateau-bus

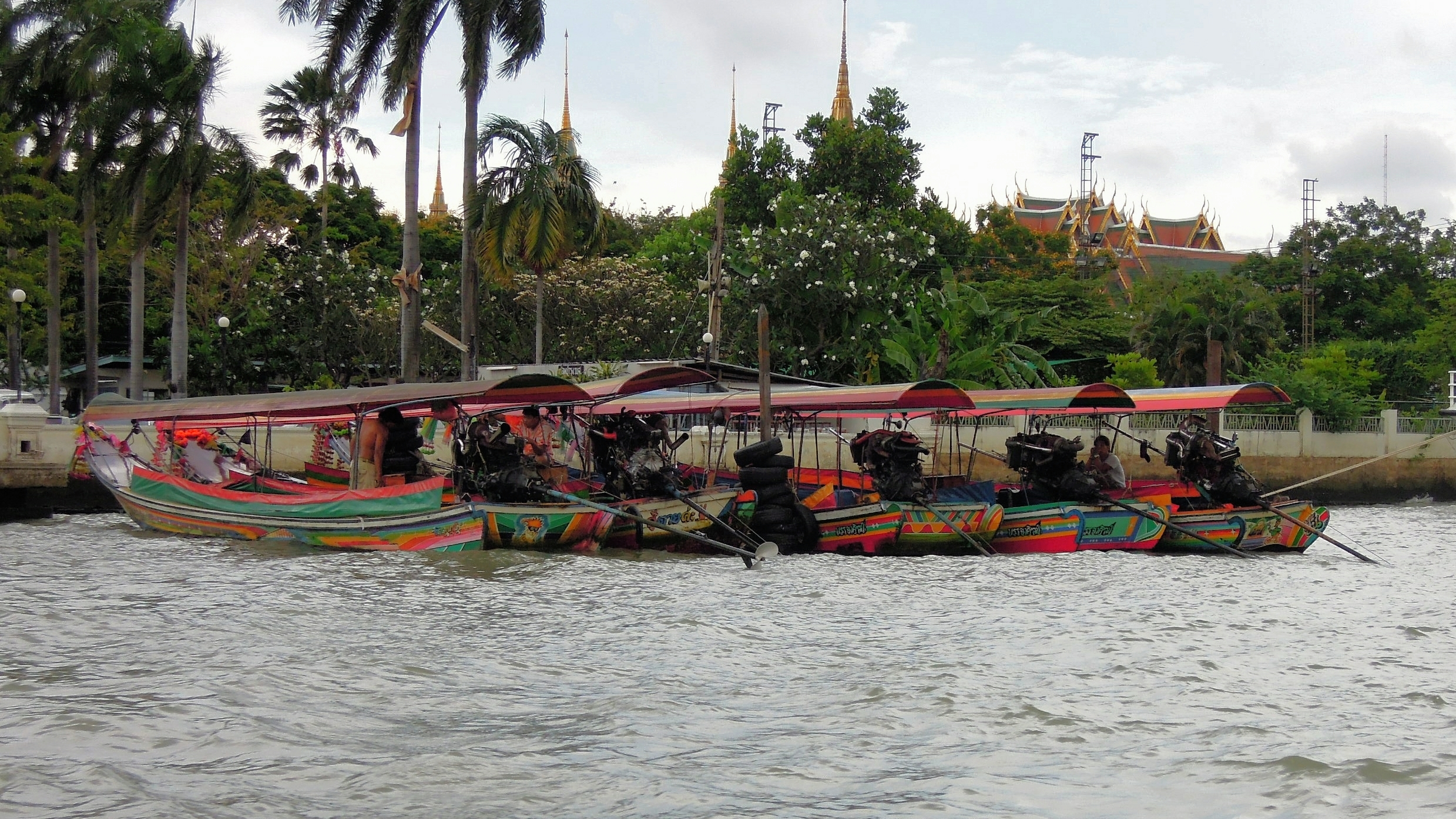
bateaux à longue-queue

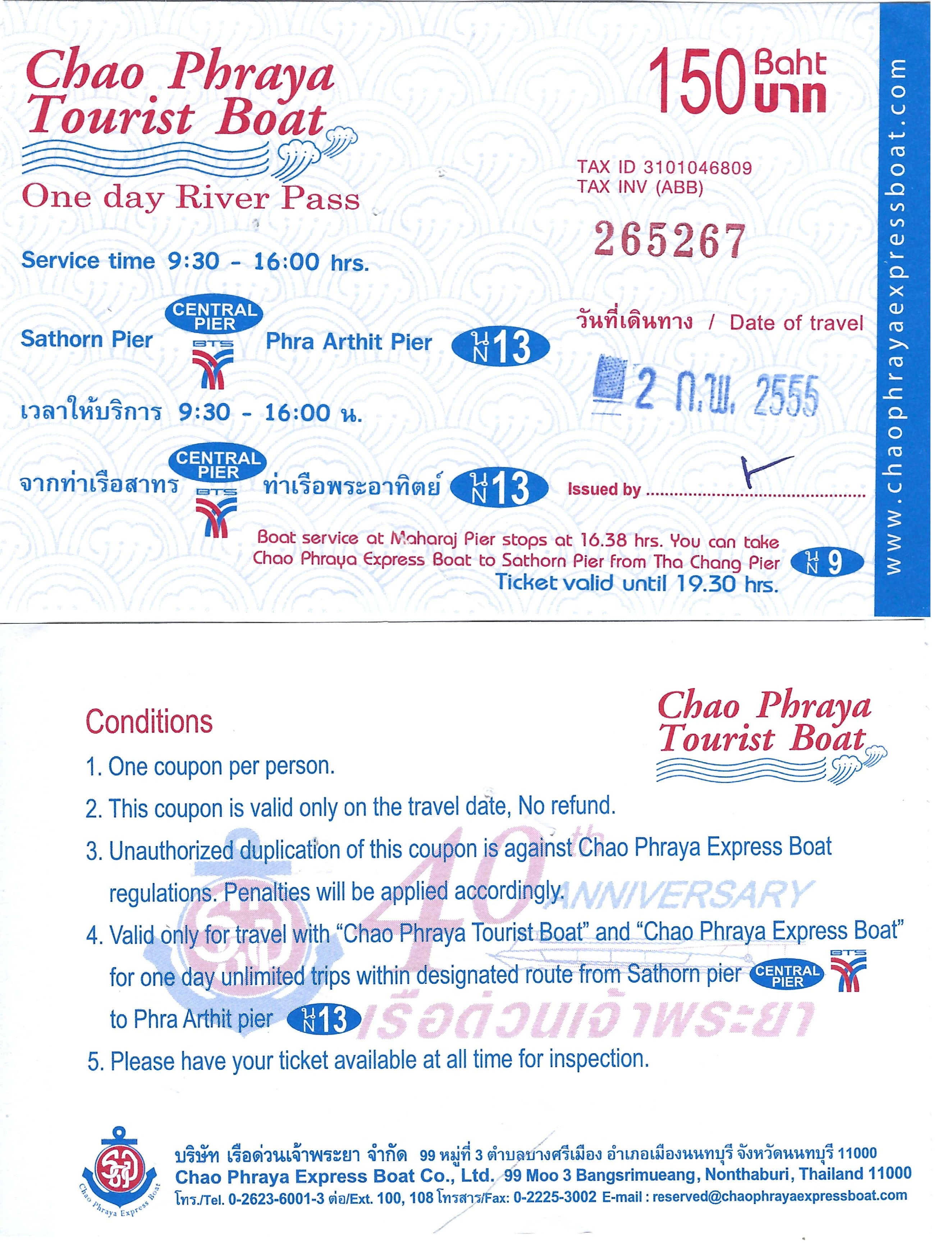
ticket de bateau pour touristes

## Commerce
Depuis des siècles, le Chao Phraya est une voie de navigation pour le commerce. Aux jonques de jadis succèdent aujourd'hui des convois de chalands d'une longueur exceptionnelle (souvent plus long qu'un terrain de foot, plus de 100 m) tractés par de puissants remorqueurs. Toutes les péniches, ou plus exactement toutes les barges car elles n'ont qu'un minuscule moteur d'appoint et doivent donc être remorquées, appartiennent à des entreprises spécialisées dans la production ou la revente de matière première : sable, terre, métaux etc. Ces barges, toutes construites à l'identique, affleurent l'eau quand elles sont chargées et, une fois vidées, sont à environ quatre mètres au-dessus de l'eau. Elles se déplacent à environ trois milles nautiques par heure (environ 5 km par heure) et les trajets sont limités en amont de la Cité des anges à Pathum Thani et Ayutthaya à cause de la profondeur du fleuve et des hauts-fonds. Pour aller à Pathum Thani, un seul jour suffit ; pour aller à Ayutthaya, deux ou trois jours de navigation sont nécessaires.

Barges (péniches sans moteurs) pour le commerce sur le Chao Phraya
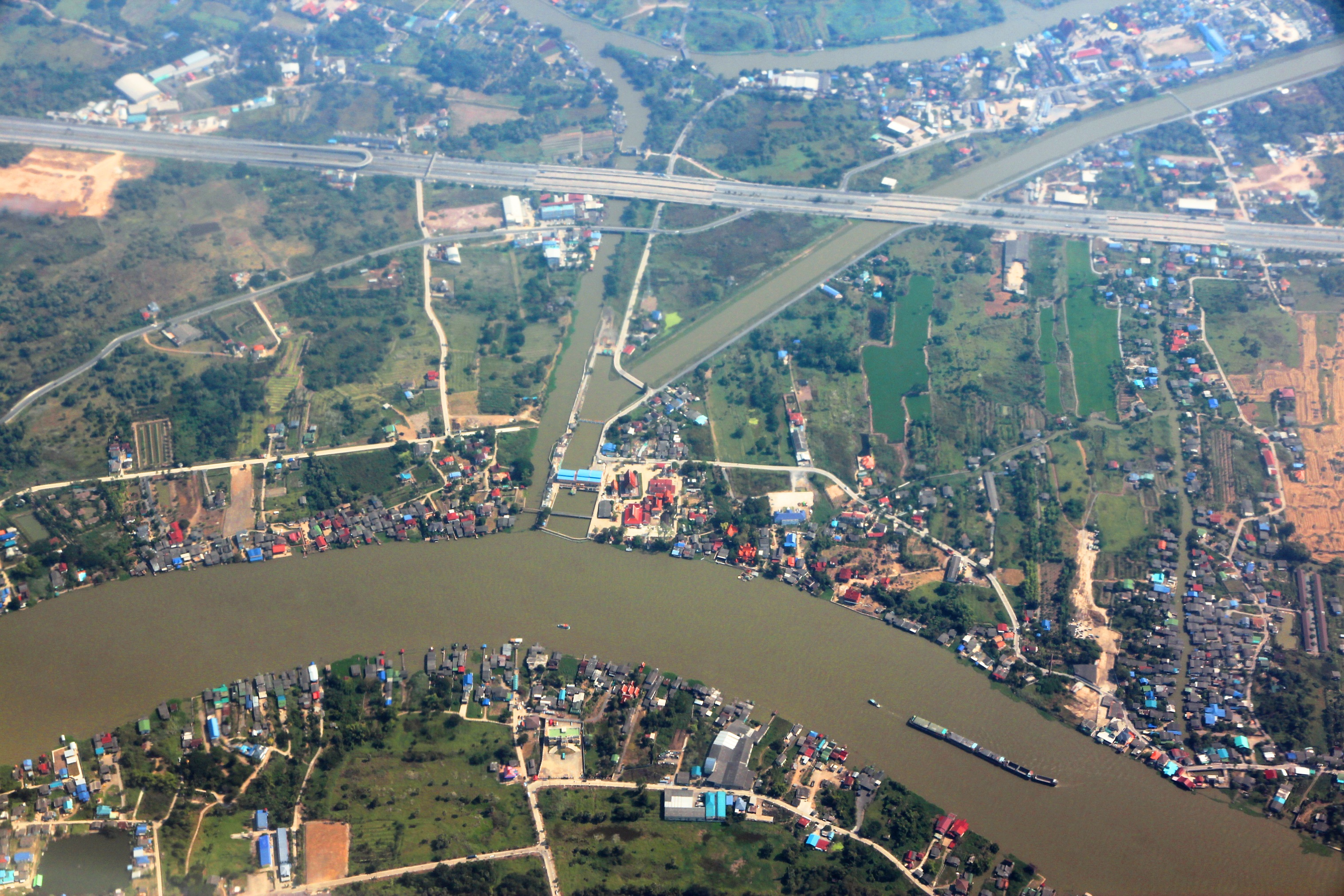
Barges remorquées vues du ciel dans la province de Pathum Thani
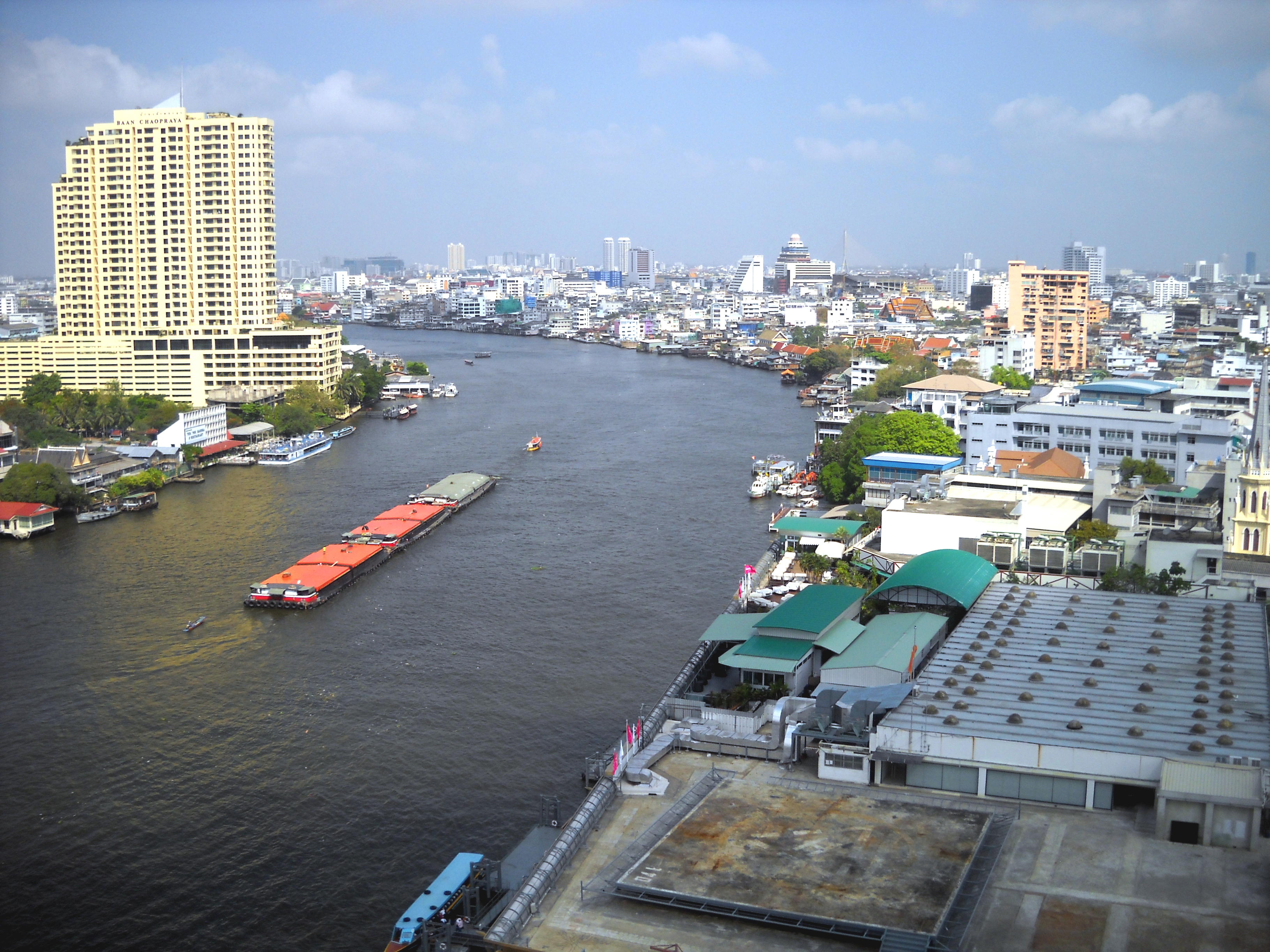
Trois barges tractées par un puissant petit remorqueur
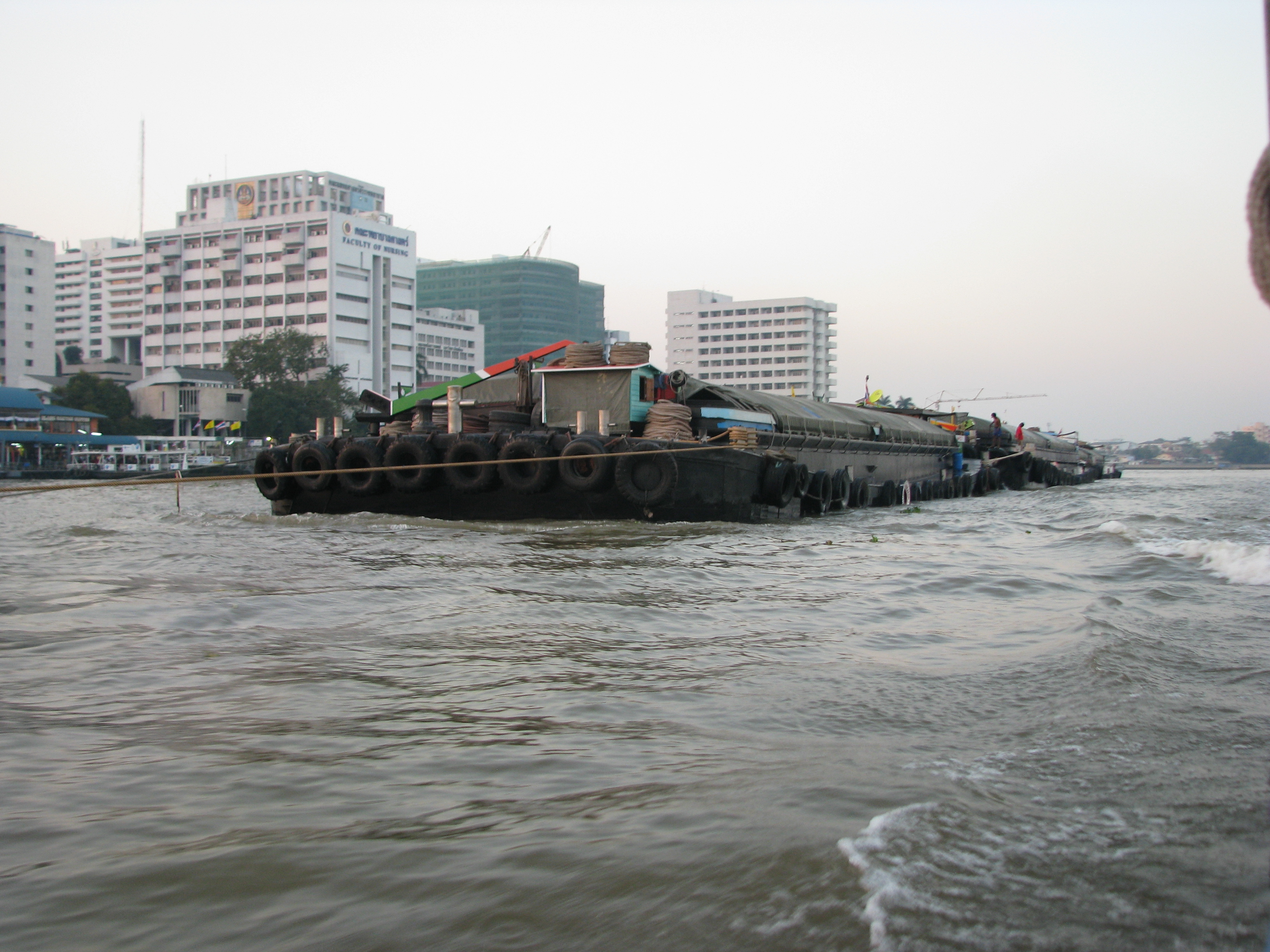
Barges chargées de matériaux affleurant l'eau devant l'Hôpital Siriraj et l'Université Mahidol à Bangkok
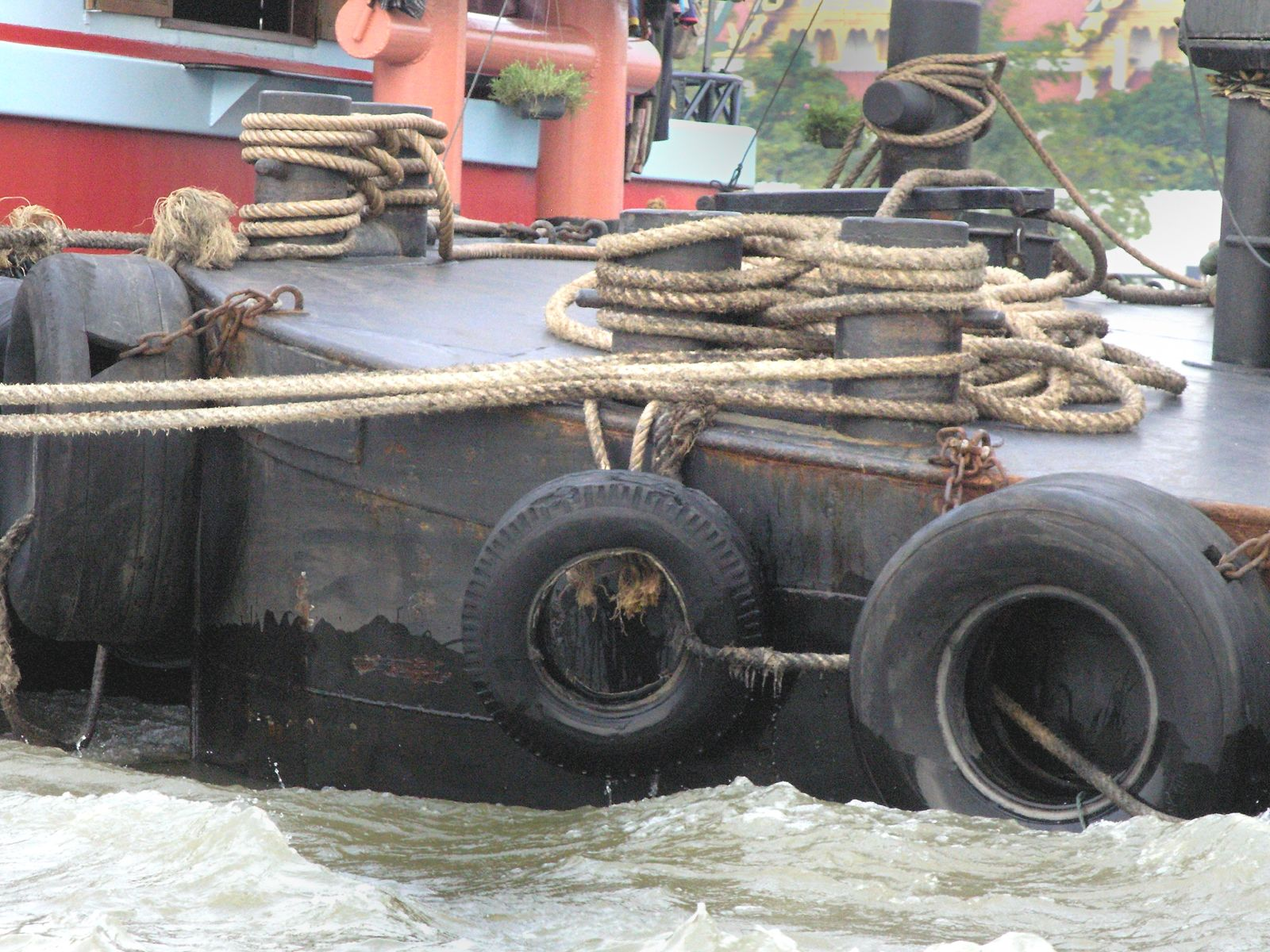
Chalands reliés entre eux par des cordages de 15 cm de diamètre  (détail)
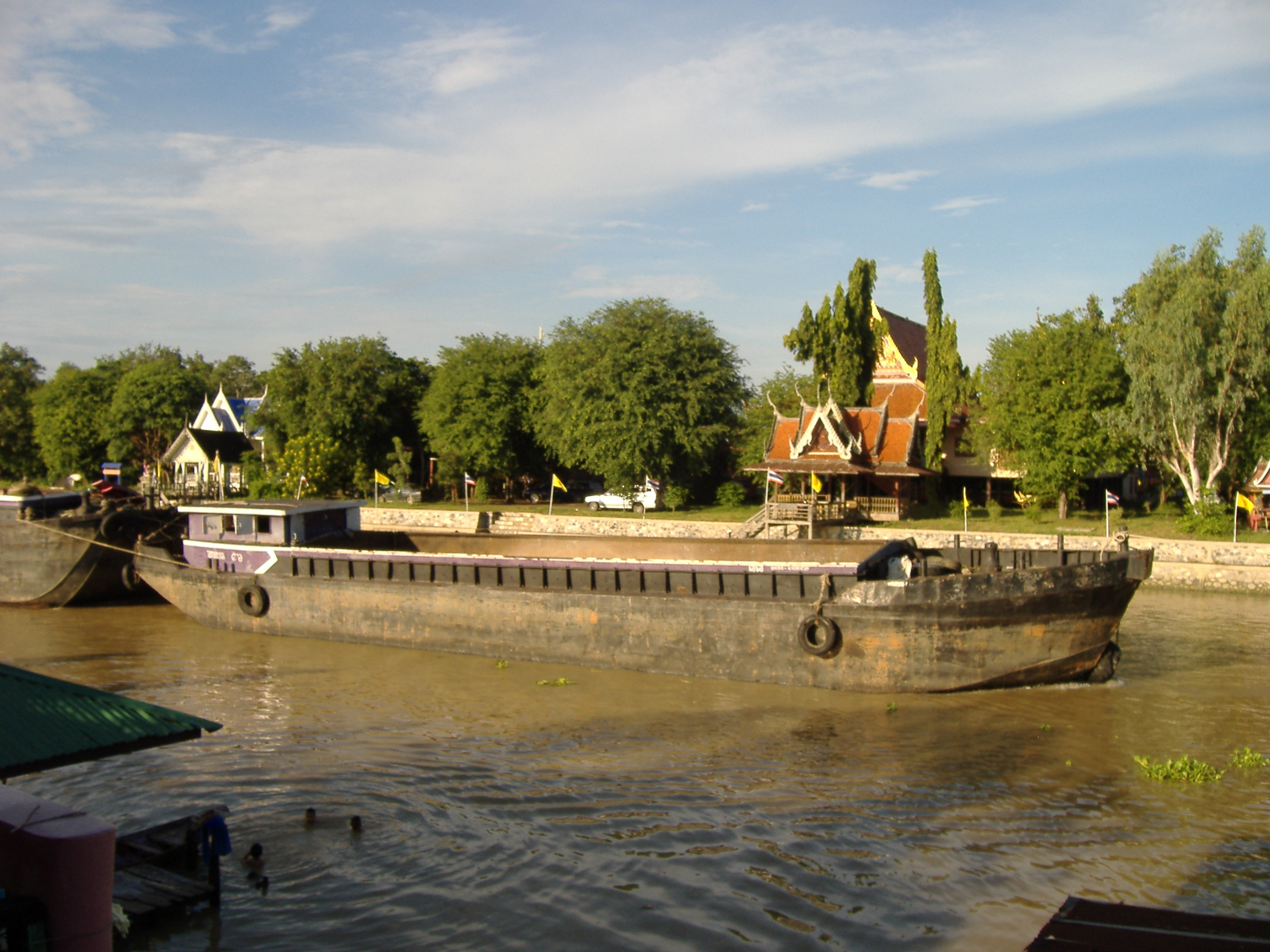
Barge vide, 3 ou 4 mètres au-dessus de la surface de l'eau

Puissants petits remorqueurs pour tracter les barges sur le Chao Phraya
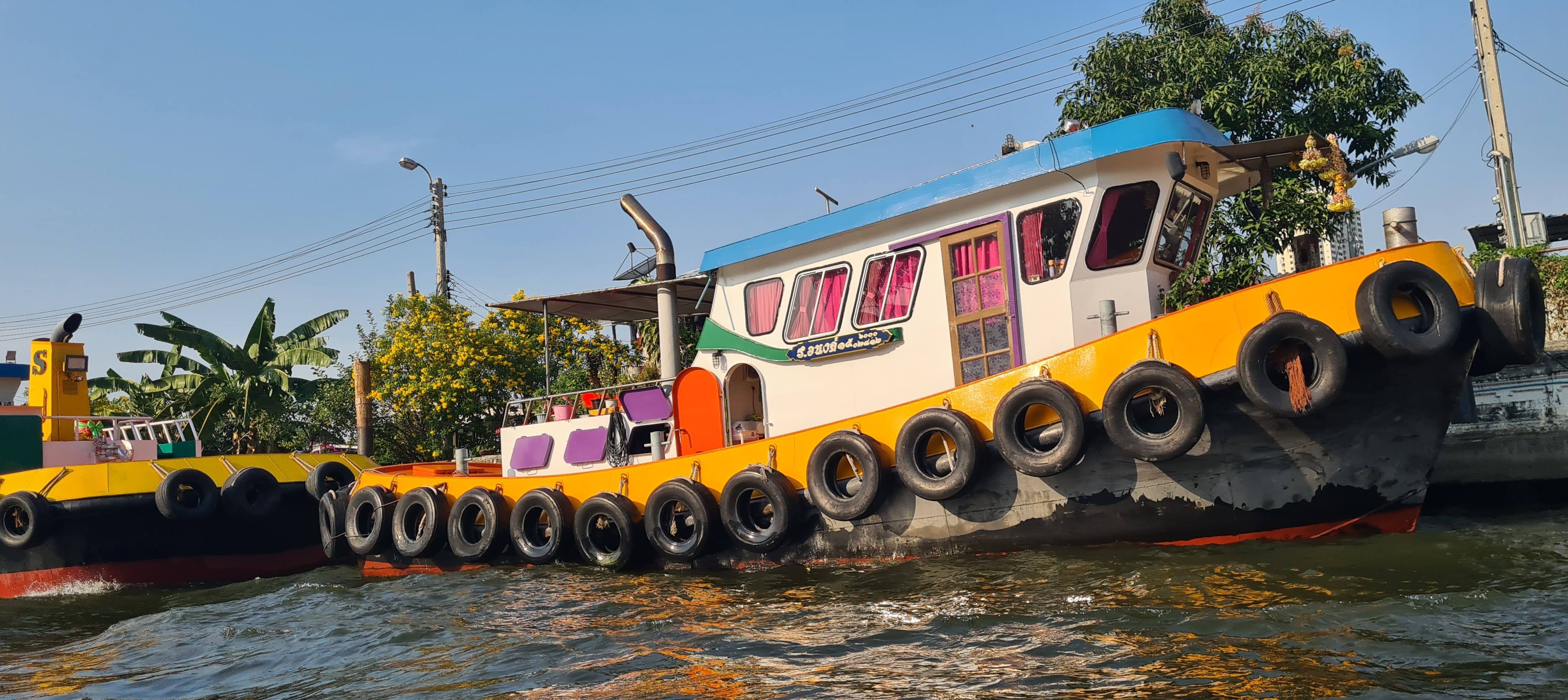
Remorqueur tout neuf à quai le long du Khlong Bangkok Noi
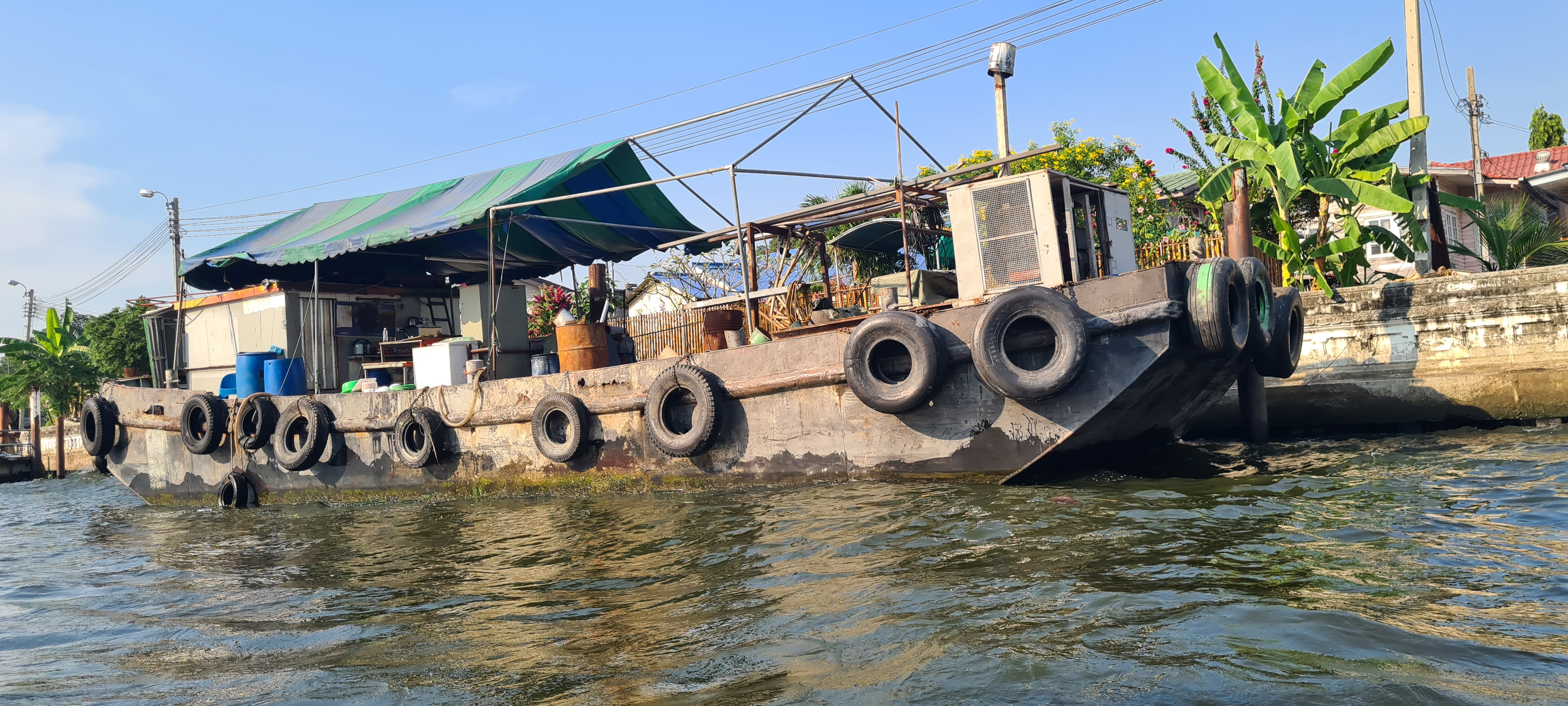
Remorqueur vétuste à quai le long du Khlong Bangkok Noi

## Hydrographie

### Affluents
Le réseau hydrographique du Chao Phraya s'étend dans presque toute la Thaïlande du nord et centrale. Ses cours d'eau principaux sont la Pa Sak, la Sakae Krang, la Nan (avec son affluent la Yom), la Ping (avec son affluent la Wang), et la Tha Chin. Chacun de ces cours d'eau, comme le Chao Phraya lui-même, possède de nombreux affluents mineurs, les khwae. Tous coulent strictement dans les frontières de la Thaïlande. La Nan et la Yom coulent presque parallèlement de Phitsanulok à Chumsaeng dans le Nord de la province de Nakhon Sawan. La Wang se jette dans la Ping près du district de Sam Ngao dans la province de Tak.

### Bassin versant
Il est formé de celui du Chao Phraya et de ses affluents.
C'est le plus grand bassin versant de Thaïlande, avec 157 924 km2, soit environ 35 % de la surface du pays
.
Il est divisé en plusieurs sous-bassins :
- le bassin de la Pa Sak
- le bassin de la Sakae Krang
- le grand bassin de la Nan (habituellement divisé entre le petit bassin de la Nan et celui de la Yom)
- le grand bassin de la Ping (habituellement divisé entre le petit bassin de la Ping et celui de la Wang)
- le bassin de la Tha Chin (bien qu'elle ne soit qu'un bras du Chao Phraya)
- le bassin du Chao Phraya lui-même, défini par les surfaces qu'il draine directement, sans compter celles qui sont drainées par ses principaux affluents ou tributaires. Ainsi considéré, il ne représente qu'une surface de 20 126 km2[6].

Les frontières montagneuses du bassin forment une ligne de partage des eaux d'importance historique : elle a, dans une certaine mesure, isolé les Thaï des autres civilisations de l'Asie du Sud-est et a contribué à la naissance de leur culture originale. Dans le nord de la Thaïlande, une longue partie de cette ligne correspond à peu près à la frontière actuelle du pays. Dans le sud, elle ne joue pas ce rôle, les basses-terres bordant le golfe de Thaïlande ayant permis des communications plus faciles.

### Delta
Le Chao Phraya forme de nombreux bras loin avant son embouchure, le plus important étant la Tha Chin. Ces bras sont reliés par des canaux (khlong) qui servent aussi bien au transport qu'à l'irrigation.

## Écologie
"ไนน้ำมีปลา ไนนามีข้าว" (litt. "Dans l'eau il y a des poissons ; Dans les champs il y a du riz"), stèle de Ramkhamhaeng datée de 1292.

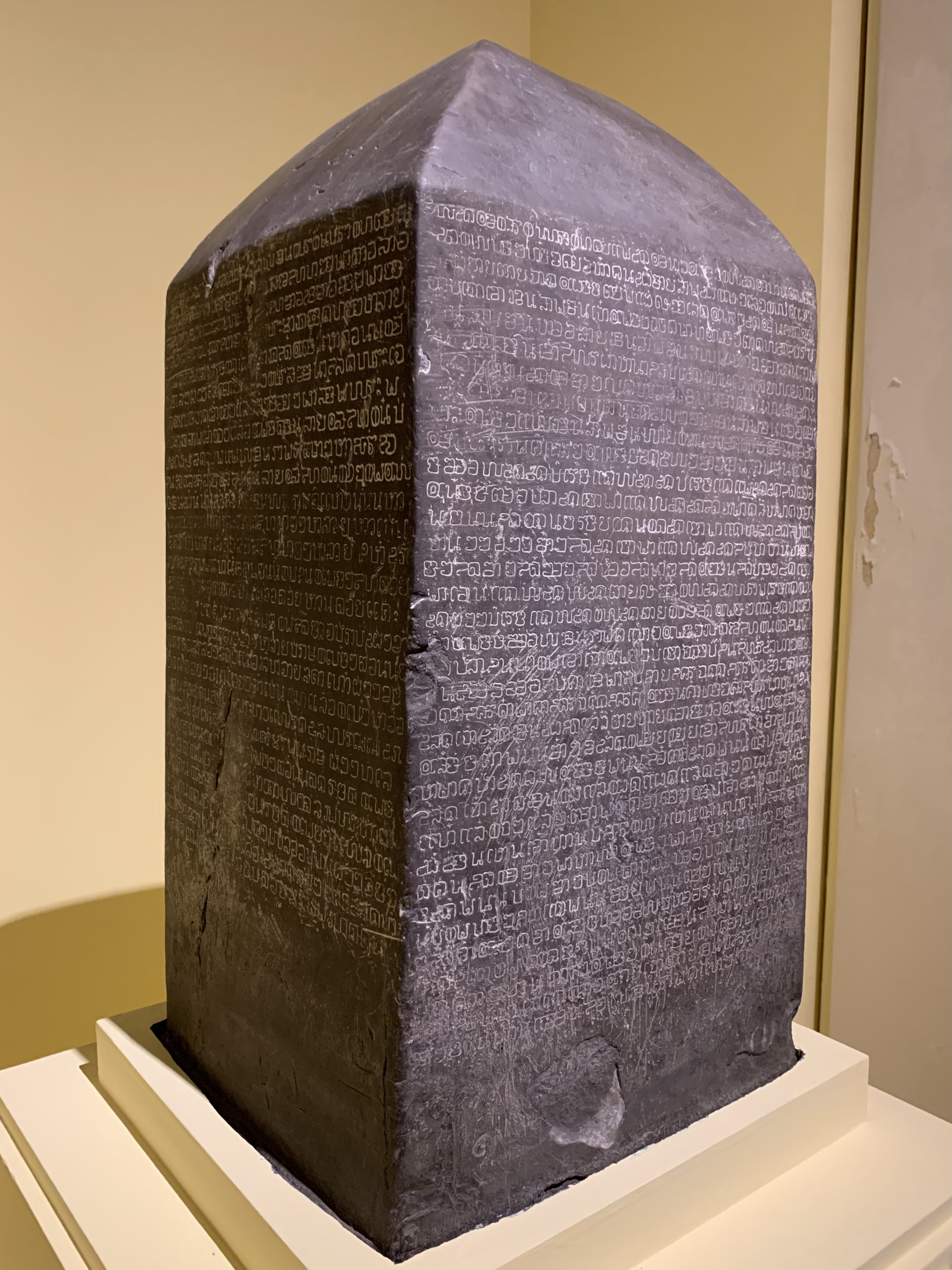
Stèle de Ramkhamhaeng, 1292, Musée national de Bangkok.

### Faune

#### Poissons
La Maenam Chao Phraya a une grande biodiversité aquatique avec près de 400 espèces de poissons (plus de 328 espèces de poissons) : c'est moins que les  1100 espèces de poissons du fleuve Mékong mais plus que les 120 espèces de poissons d'eau douce de France métropolitaine et les 52 espèces de la Seine.
Il y a :

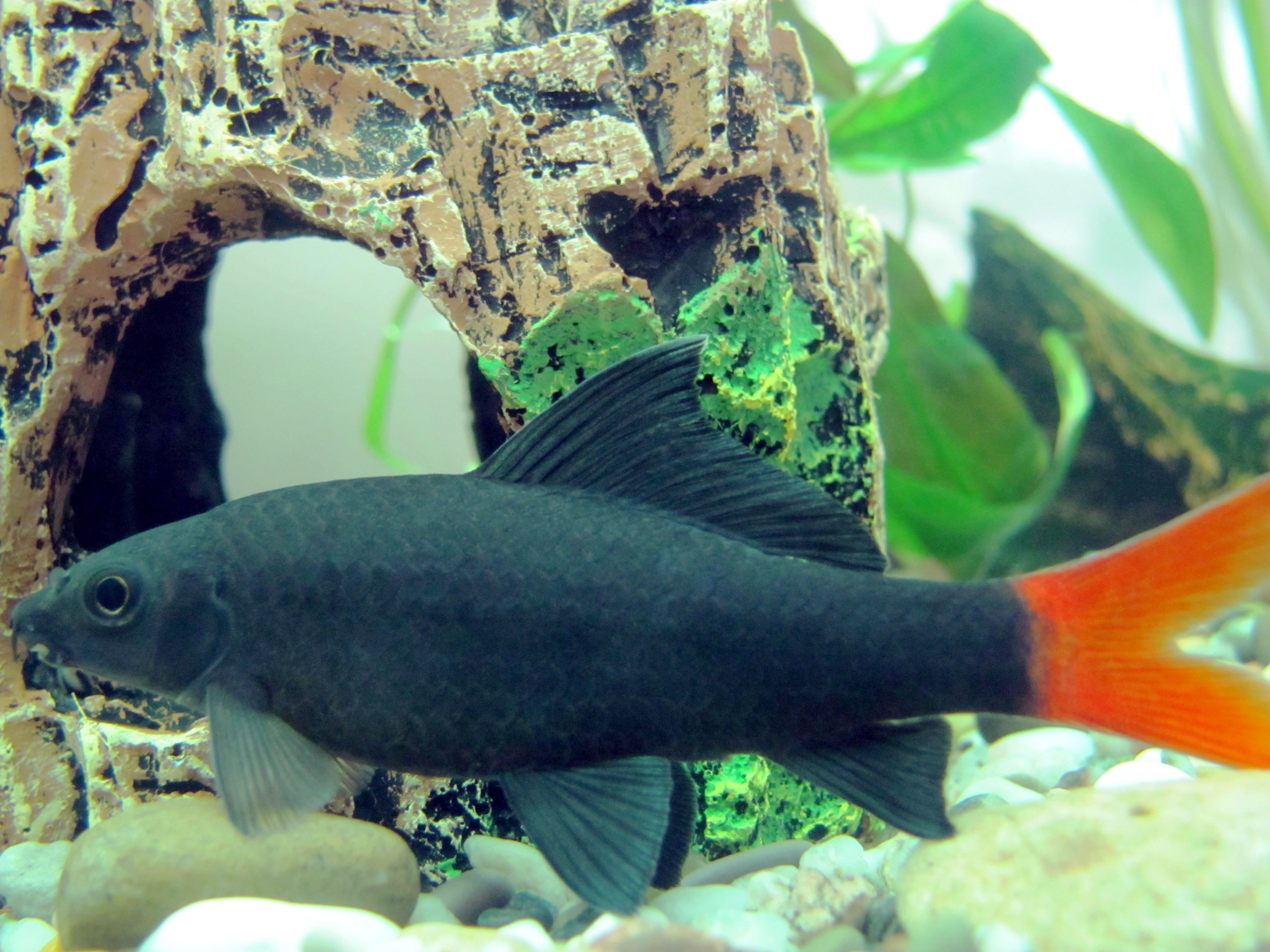
Labéo bicolore, espèce endémique de la Chao Phraya

près de 250 espèces de cyprinidés (en France métropolitaine, on compte entre 46 et 49 espèces de cyprinidés) :

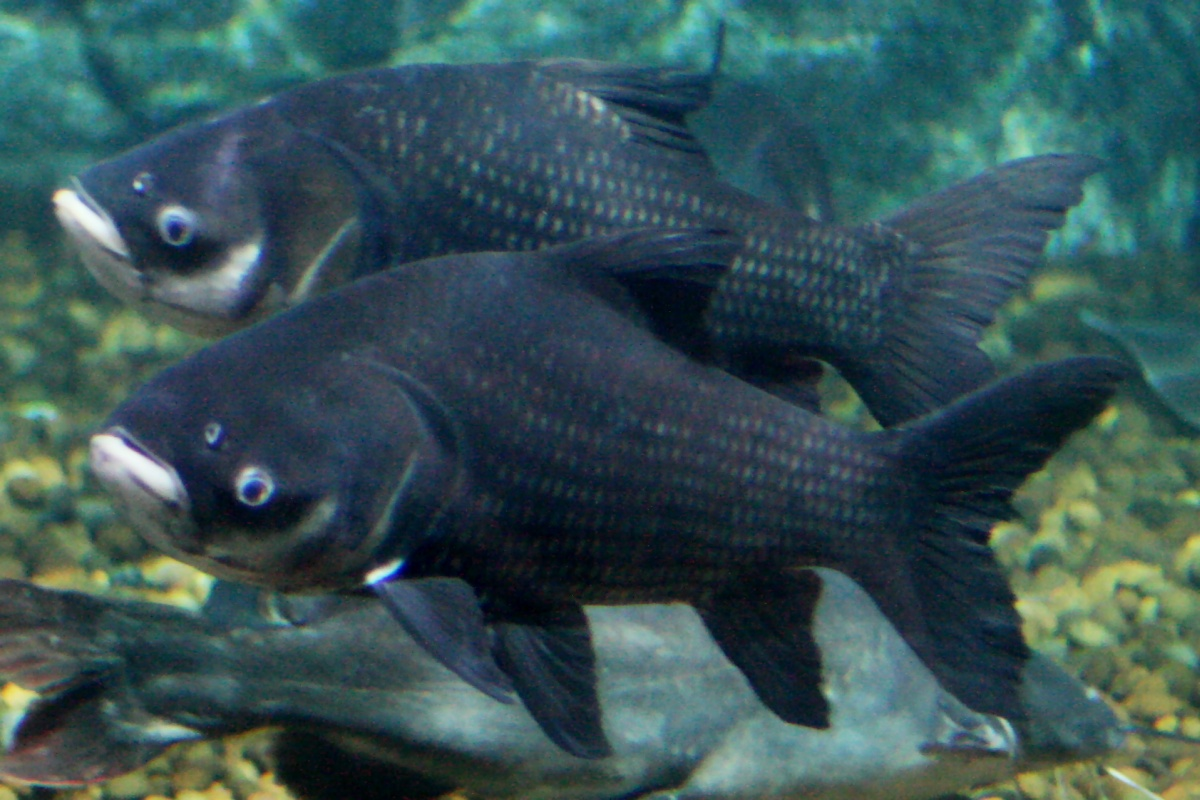
Catlocarpio siamensis, endémique des fleuves Mae Klong, Chao Phraya et Mékong

- Catlocarpio siamensis, endémique des fleuves Mae Klong, Chao Phraya et Mékongamblypharyngodon chulabhornae ; bangana behri ; barbonymus altus, barbeau de Java et barbonymus schwanenfeldii ; poisson géant catlocarpio siamensis ; cirrhinus jullieni, cirrhinus microlepis, cirrhinus molitorella ; carpe commune ; labéo bicolore et epalzeorhynchos frenatum ;  esomus metallicus ; labeo dyocheilus ; luciosoma bleekeri ; osteochilus vittatus ; raiamas guttatus ; rasbora argyotaenia, rasbora à queue rouge et rasbora-ciseaux ...

près de 50 espèces de poissons-chats (en France métropolitaine, il y a 2 espèces de poissons-chats, le poisson-chat commun et le silure glane) :
- des clariidae : silure grenouille ou poisson-chat marcheur et clarias macrocephalus ... ;
- des pangasiidae : panga pangasianodon hypophthalmus ; pangasius bocourti, pangasius conchophilus, pangasius larnaudii et poisson-chat géant pangasius sanitwongsei ... ;
- des siluriadae : poisson-chat au corps transparent kryptopterus ; wallago attu et wallago micropogon ... ;
- des sisoriadae : poissons-chats des eaux rapides bagarius bagarius, bagarius suchus et bagarius yarrelli ...

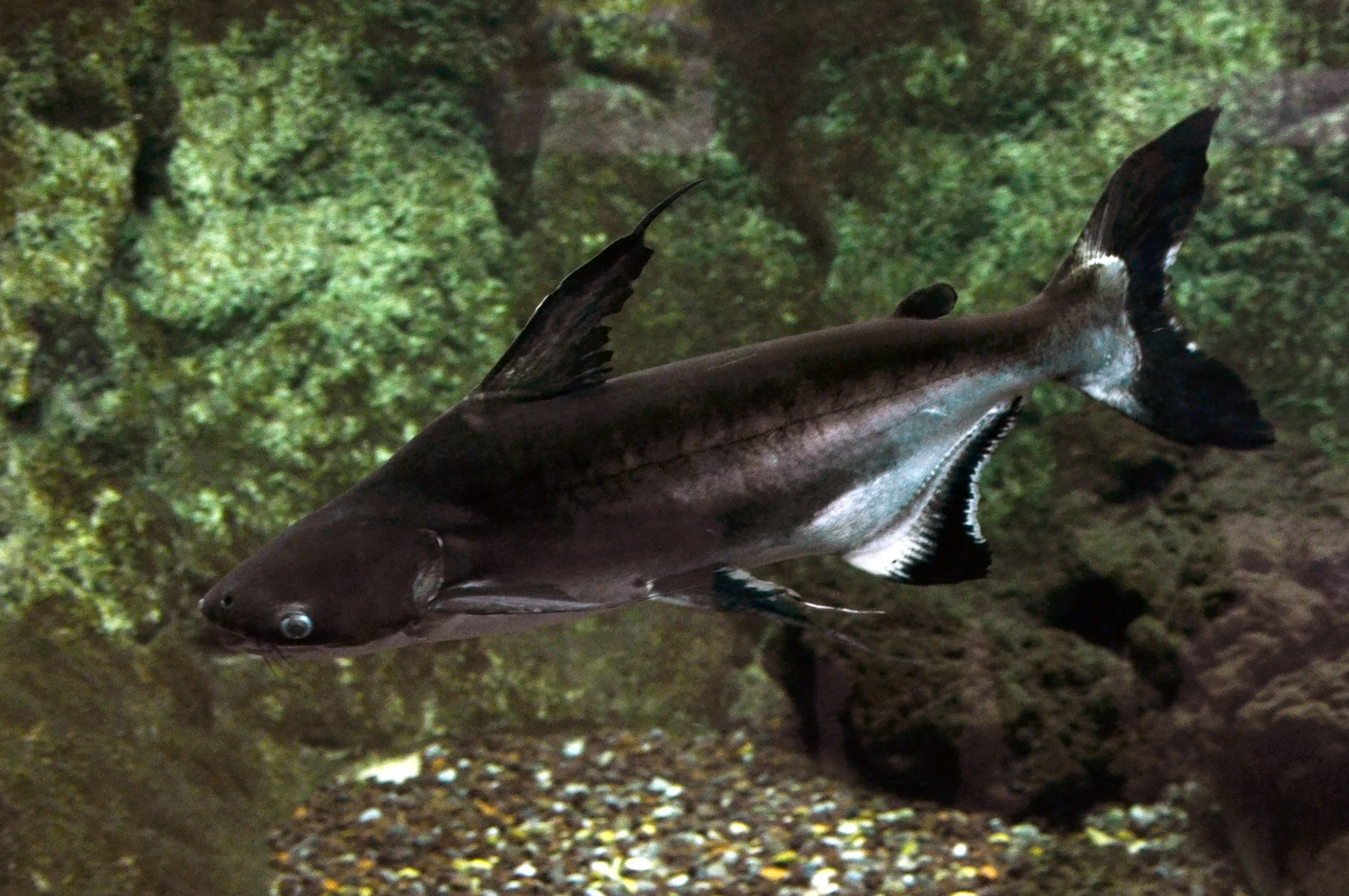
Pangasius sanitwongsei, endémique des fleuves Chao Phraya et Mékong

- Pangasius sanitwongsei, endémique des fleuves Chao Phraya et Mékongmais aussi quelques espèces considérées comme disparues tel le platytropius siamensis ...

et bien d'autres espèces :

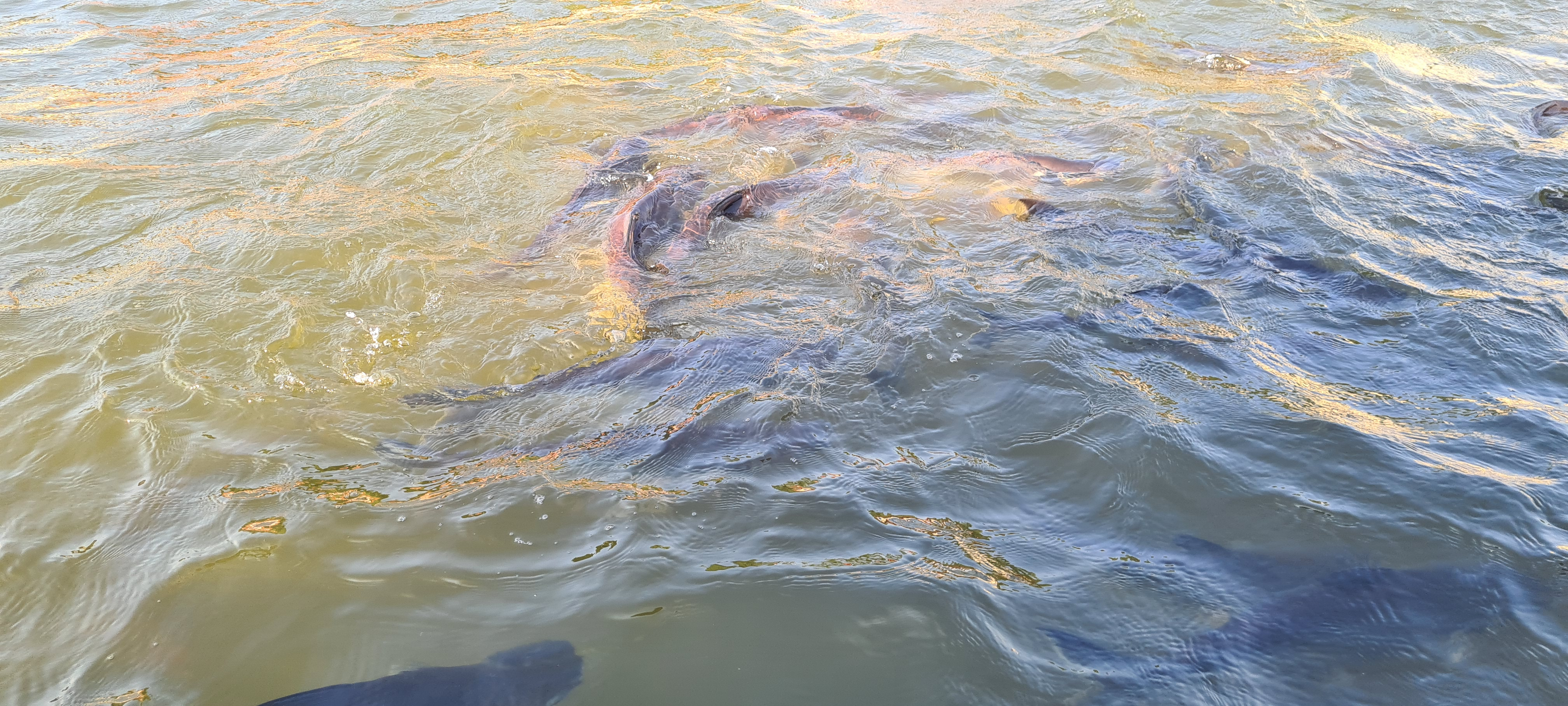
Poissons-chats, Khlong Bangkok Noi

- anabandidae : perche grimpeuse anabas testudineus ;
- ambassidae : parambassis siamensis ... ;
- aplocheilidae : aplocheilus panchax ;
- bootidae :; yasuhikotakia modesta et yasuhikotakia morleti ... ;
- channidae : poissons à tête de serpent channa lucius, channa micropeltes et channa striata ... ;
- cobitidae :  acantopsis dialuzona ... ;  ambastaia nigrolineata ... ;
- cynoglossidae : poissons plats pleuronectiformes cynoglossus fledamnni et cynoglossus microlepsis ... ;
- dasyatidae : raies géantes himantura Chaophraya et himantura polylepis ; raie himantura signifer ... ;
- gobiidae : poissons bourdons ; gobies rhinogobius mekongianus ... ;
- mastacembelidae : anguilles épineuses des marais macrognathus siamensis, mastacembelus armatus et mastacembelus erythrotaenia ... ;
- notopteridae : chitala banci et chitala ornata ... ; notopterus notopterus ;
- osphronemidae : gourami perlé, trichogaster microlepis, trichogaster pectoralis, gourami bleu ; poisson combattant ; osphronemus goramy ; trichopsis pumila ... ;
- soleidae : poisson-plat pleuronectiforme brachirus harmandi ;
- synbranchidae : anguille des marais monopterus albus ... ;
- tetraodontidae : poissons-globes marins et des eaux saumâtres auriglobus modestus ; tetraodon abei, tetraodon cambodgiensis et tetraodon cochinchinensis ;
- toxotidae : poisson-archer toxotes chatareus, poisson-archer à bandes noires toxotes jaculatrix et toxotes microlepis etc.

### Problèmes environnementaux
Le fleuve Chao Phraya est un fleuve extrêmement pollué, pollution organique et bactériologique mais aussi pollution par les déchets plastiques,. La grave pollution de mars 2007 due probablement à un déversement de produits chimiques a par exemple causé la mort de plus d'un million de poissons entre Ayutthaya et Bangkok. 